# Andrea Petkovic
Pour les articles homonymes, voir Petkovic.
Andrea Petkovic, née le 9 septembre 1987 à Tuzla, ville de Bosnie-Herzégovine faisant alors partie de la Yougoslavie, est une joueuse de tennis allemande.
Professionnelle de 2006 à 2022, elle a atteint la neuvième place mondiale du classement WTA en simple le 10 octobre 2011 ainsi que la quarante-sixième place mondiale en double en 2014.
Andrea Petkovic a remporté sept titres en simple et a disputé six autres finales en simple et a remporté un titre en double. Sa surface de prédilection est la terre battue.

## Biographie
Andrea Petkovic est née à Tuzla, en Yougoslavie. La famille Petković émigre en Allemagne, alors qu'Andrea a à peine six mois. Elle commence à pratiquer le tennis à l'âge de 6 ans sous l'impulsion de son père, Zoran Petković, ancien membre de l'équipe de Yougoslavie de Coupe Davis, qui est alors entraîneur de tennis au club de Darmstadt. C'est lui qui amène Andrea au tennis, et qui plus tard devient son entraîneur permanent. Comme elle ne se consacre pas totalement au tennis, elle peut achever sa scolarité au lycée avant d'entamer sa carrière professionnelle. Tout en étant professionnelle, Andrea Petkovic poursuit simultanément par correspondance des études de sciences politiques, de philosophie et de littérature. Elle est considérée comme « l'intello du circuit » tout en étant dotée d'une « forte personnalité ». En parallèle de sa carrière, elle écrit une chronique régulière dans le Süddeutsche Zeitung.
Andrea Petkovic déclare avoir comme modèle Steffi Graf et a comme meilleure amie sur le circuit Tatjana Malek. Elle est aussi amie avec Ana Ivanović et Kristina Mladenovic. Elle est considérée comme un « personnage unaninement apprécié sur le circuit »,. Elle effectue quelques pas de danse après ses victoires, ce qui est surnommé Petko Dance. En 2012, elle renonce à ce geste pour un Petko Dunk.

## Carrière tennistique

### Débuts (2006-2008) et première victoire en tournoi (2009)
Andrea Petkovic débute en tant que professionnelle en 2006. L'année suivante, elle intègre l'équipe d'Allemagne de Fed Cup où elle dispute et gagne un double en compagnie de Tatjana Malek. Elle dispute également cette année-là son premier tournoi du Grand Chelem en juin lors de Roland-Garros après être sortie des qualifications. Elle perd au deuxième tour contre Marion Bartoli. Elle intègre directement le tableau final de l'US Open où elle s'incline également au deuxième tour. Elle est championne d'Allemagne cette année-là. Lors de l'Open d'Australie 2008, elle se rompt le ligament croisé antérieur du genou droit, ce qui l'éloigne des courts jusqu'au mois de septembre.
Bénéficiant d'un classement protégé, Andrea Petkovic peut participer à l'Open d'Australie 2009 où elle passe un tour avant d'être éliminée par Alizé Cornet. Elle perd ensuite deux finales de tournois ITF avant d'en remporter une début mai à Bucarest. Elle perd ensuite au premier tour des qualifications de Roland-Garros puis au deuxième tour de celles de Wimbledon.
En juillet, elle remporte le tournoi de Bad Gastein en simple face à Raluca Olaru en finale et atteint la finale en double dames associée à Tatjana Malek. La semaine suivante, elle atteint la demi-finale du tournoi d'Istanbul. N'ayant pas à passer par les qualifications pour l'US Open, elle perd au premier tour contre sa compatriote Angelique Kerber. À nouveau championne d'Allemagne, elle termine cette saison au 56e rang mondial.

### Aux portes des 30 meilleures mondiales (2010)
Pour son premier tournoi de l'année 2010, Andrea Petkovic se qualifie pour la demi-finale du tournoi de Brisbane où elle s'incline en deux sets contre Kim Clijsters, ce qui lui permet d'entrer pour la première fois dans les 50 meilleures joueuses du monde. Elle perd ensuite contre Carla Suárez au deuxième tour de l'Open d'Australie. En février, elle fait partie de l'équipe allemande de Fed Cup qui s'incline en quart-de-finale contre la République tchèque 3 victoires à 2. Petkovic perd ses deux simples contre Petra Kvitová puis Lucie Hradecká. Deux mois plus tard, l'Allemagne rencontre la France lors des barrages. Elle ne peut empêcher la défaite allemande malgré ses deux victoires en simples contre Pauline Parmentier puis Aravane Rezaï. L'Allemagne s'incline lors du dernier match où la paire française Julie Coin/Alizé Cornet domine Andrea Petkovic et Kristina Barrois.
Andrea Petkovic perd au deuxième tour de Roland-Garros contre Svetlana Kuznetsova 4-6, 7-5, 6-4 alors qu'elle mène 6-4, 5-4 et qu'elle a quatre balles de match sur sa mise en jeu. Lors de la tournée sur gazon, elle atteint la finale du tournoi de Bois-le-Duc où elle s'incline en trois sets contre Justine Henin. Quelques jours plus tard, c'est Anna Chakvetadze qui la bat au premier tour de Wimbledon. Lors de l'US Open sa défaite en huitièmes de finale contre Vera Zvonareva constitue alors son meilleur résultat en Grand Chelem. Elle termine l'année à la 32e place du classement WTA. En fin d'année, dans le but de progresser au classement l'année suivante, l'Allemande prend comme entraîneur le Serbo-Français Petar Popović.

### Top 10 mondial (2011)

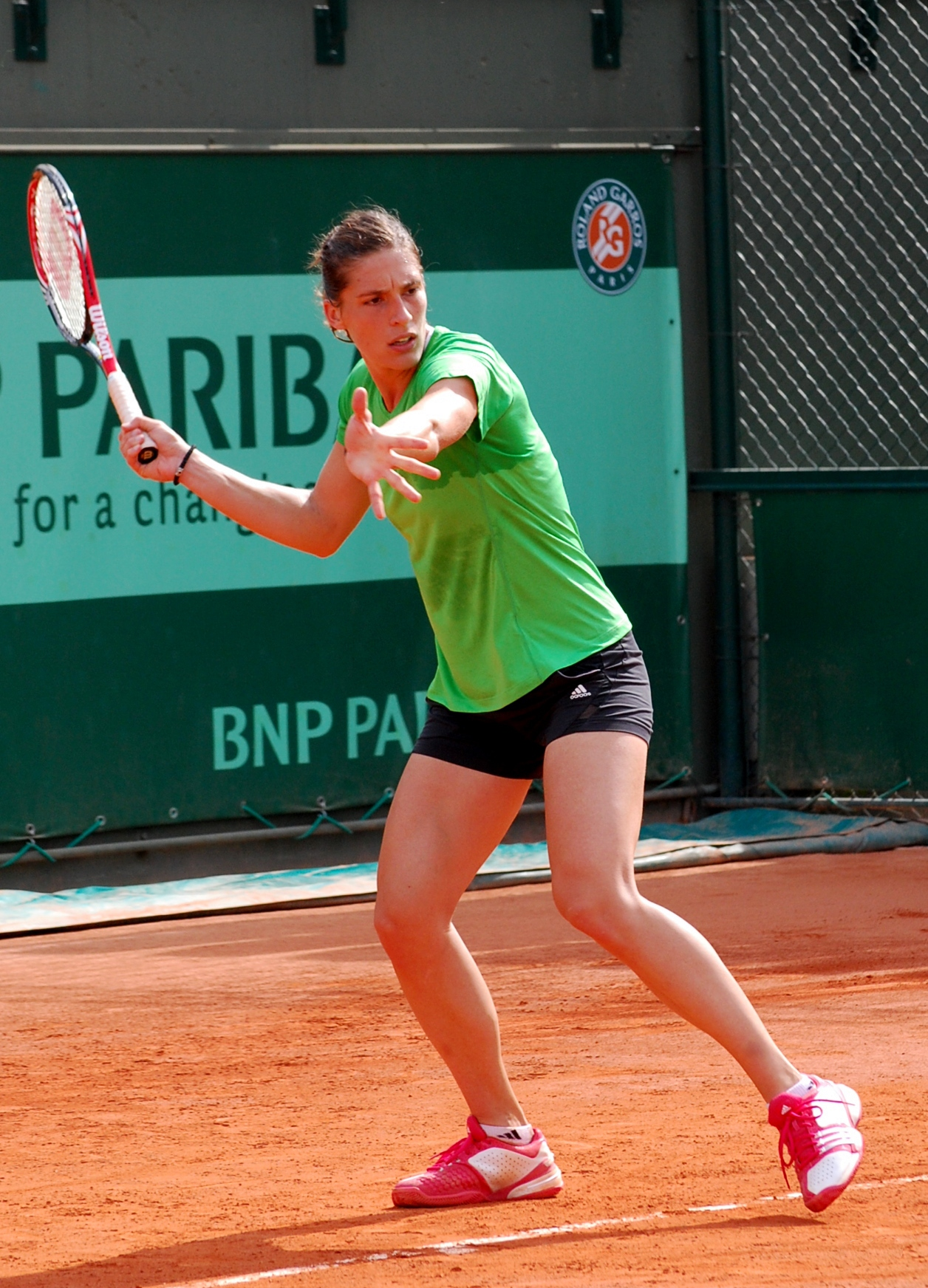
Andrea Petkovic à Roland-Garros 2011.

Comme en 2010, le premier tournoi disputé par Andrea Petkovic en 2011 est celui de Brisbane où elle perd en finale 6-1, 6-3 contre Petra Kvitová. Tête de série numéro 30 lors de l'Open d'Australie, l'Allemande y réalise sa meilleure performance en Grand Chelem en dominant successivement Jill Craybas, Anne Keothavong, Venus Williams sur abandon et Maria Sharapova avant d'être battue en quart-de-finale par Li Na, future finaliste du tournoi. Ce mois de janvier permet à Andrea Petkovic de faire son entrée parmi les 25 meilleures joueuses mondiales. Elle obtient ensuite deux victoires en simple en Fed Cup.
À Miami, Andrea Petkovic bat la numéro 1 mondiale Caroline Wozniacki en huitièmes de finale puis est battue par Maria Sharapova en demi-finale. En avril, elle contribue à la victoire de l'Allemagne contre les États-Unis (5-0) en remportant ses deux matchs de simple, ce qui permet à son pays de remonter dans le groupe mondial pour 2012. En mai, elle remporte à Strasbourg le deuxième tournoi de sa carrière sur le circuit WTA en battant notamment les têtes de série Maria Kirilenko, Daniela Hantuchová et Marion Bartoli en finale sur abandon de celle-ci. Elle enchaine par un quart-de-finale perdu contre Maria Sharapova à Roland-Garros. Au lendemain de ce tournoi, Andrea Petkovic atteint la onzième place du classement mondial. Elle peaufine sa préparation pour Wimbledon lors du tournoi d'Eastbourne, où elle s'incline d'entrée contre l'Américaine Venus Williams. À Wimbledon, Andrea Petkovic s'incline au troisième tour contre Ksenia Pervak. Le 8 août 2011, elle grimpe d'un rang au classement mondial intégrant ainsi pour la première fois le top 10 mondial. Lors de ce mois d'août, Andrea Petkovic s'incline en demi-finale à Carlsbad puis à Toronto en quart-de-finale les deux fois contre Agnieszka Radwańska, suivent ensuite une demi-finale à Cincinnati et un quart-de-finale à l'US Open où elle est tête de série numéro 10.
Elle effectue son retour à la compétition en octobre à Pékin. Andrea Petkovic atteint la finale en battant notamment Marion Bartoli en quart-de-finale, ce qui lui permet de reprendre des points à la Française en vue d'une qualification pour le Masters. Andrea Petkovic, qui joue malgré des douleurs au dos, s'incline en finale contre Agnieszka Radwańska en trois sets. À l'issue du tournoi, Elle figure avec Radwańska et Bartoli parmi les trois prétendantes à la dernière place qualificative pour le Masters et elle est assurée d'y être présente comme remplaçante. Andrea Petkovic ne dispute aucune rencontre lors de ce Masters et termine l'année à la dixième place du classement mondial, atteignant alors le meilleur classement de fin de saison de sa carrière.

### Blessure et chute dans le classement mondial (2012)

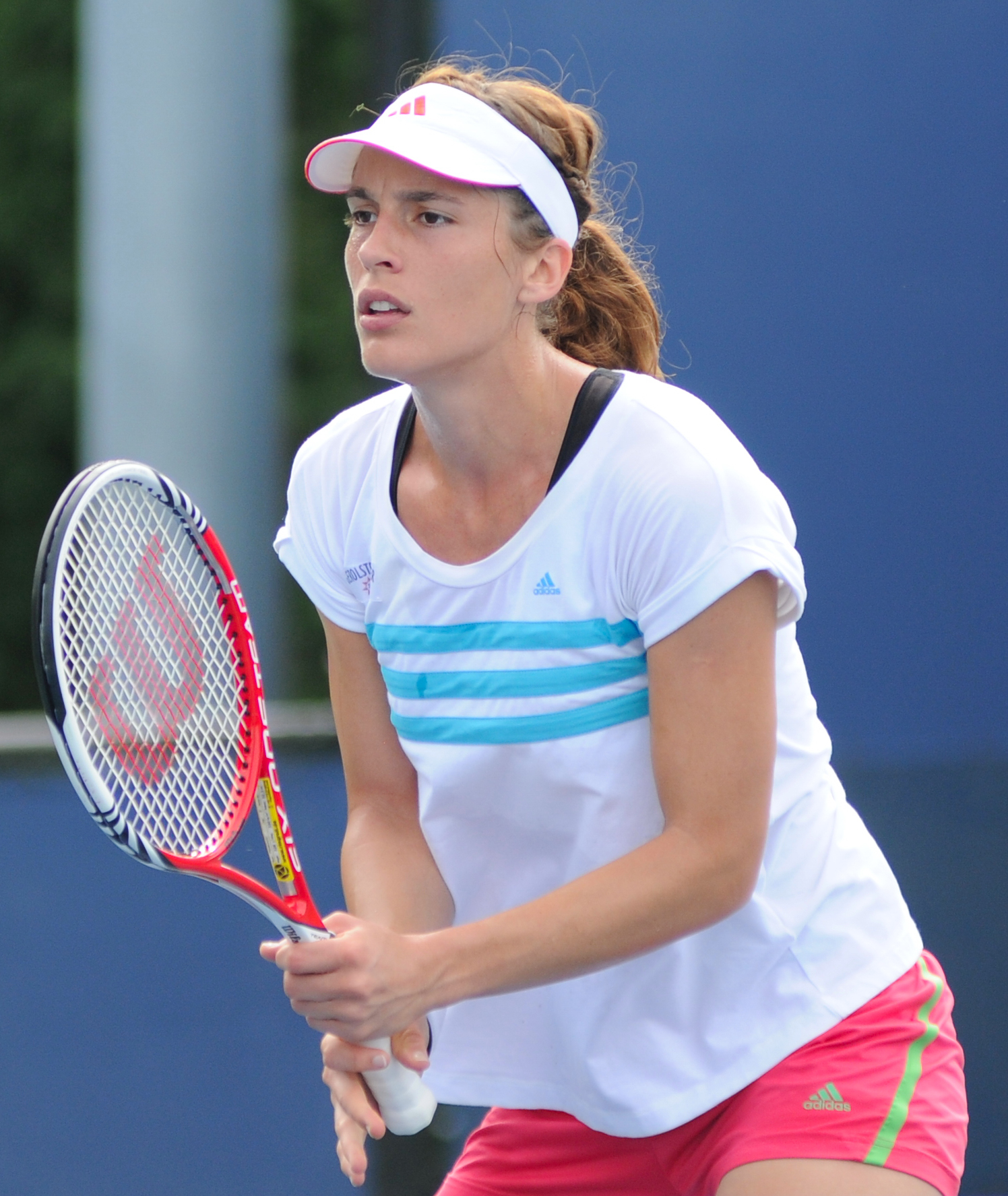
Andrea Petkovic à l'US Open 2012.

La saison 2012 d'Andrea Petkovic commence à Brisbane. Quart-de-finaliste du tournoi, elle s'incline en deux sets contre Kaia Kanepi qui remporte ensuite le tournoi. Après une défaite au deuxième tour à Sydney, Petkovic annonce son forfait pour l'Open d'Australie en raison d'une fracture de fatigue à l'articulation sacro-iliaque.
L'Allemande fait son retour à la compétition au milieu du mois d'avril en Fed Cup. Battue par Samantha Stosur, elle ne peut empêcher l'Allemagne, battue par l'Australie, de descendre en groupe mondial II mais elle remporte le double final associée à Julia Görges. Enchainant avec le tournoi de Stuttgart, Andrea Petkovic y bat au premier tour sa compatriote Kristina Barrois 6-1, 6-4. Elle doit abandonner au cours de son deuxième tour contre Victoria Azarenka en raison d'une blessure à un pied. Victime d'une double déchirure ligamentaire, Petkovic doit être opérée et est absente des courts pendant trois mois, manquant ainsi Roland-Garros, Wimbledon et les Jeux olympiques de Londres.
De retour à New Haven et désormais 43e joueuse mondiale, Andrea Petkovic souhaite pour la fin de saison retrouver son rythme de jeu et ne pas se blesser. Elle bat Tímea Babos au premier tour avant de s'incliner contre Dominika Cibulková 6-4, 6-1. La semaine suivante, elle s'incline au premier tour de l'US Open contre la Suissesse Romina Oprandi 6-2, 7-5.
Après deux défaites au premier tour à Tokyo puis Pékin, Petkovic, descendue à la 192e place mondiale, franchit un tour en octobre à Linz avant d'être battue par son amie Ana Ivanović. À Luxembourg, l'Allemande domine au deuxième tour la tête de série numéro 3, Jelena Janković, puis Ksenia Pervak en quart de finale. Venus Williams la bat ensuite en trois sets (5-7, 6-4, 6-4) avant de remporter le tournoi. Parallèlement à son parcours en simple, Andrea Petkovic est associée en double à Bethanie Mattek-Sands. Le duo germano-américain est battu en demi-finale par la paire tchèque tête de série numéro 1 Hlaváčková-Hradecká. Le duo tchèque remporte le tournoi le lendemain. Pour son dernier tournoi de la saison, Petkovic est battue en demi-finale à Pune par Elina Svitolina, gagnante de ce tournoi. L'Allemande termine la saison au 143e rang mondial.

### Deux finales WTA, remontée de 100 places au classement (2013)
Andrea Petkovic commence la saison 2013 en disputant la Hopman Cup avec Tommy Haas. Cependant, durant son premier match dans la compétition joué contre l'Australienne Ashleigh Barty, Petkovic abandonne à la fin du premier set qu'elle a remporté 6 jeux à 4 en raison d'une blessure au genou droit et est remplacée dans la suite de l'épreuve par Tatjana Malek. Opérée d'une déchirure du ménisque, son absence est estimée à deux mois. L'Allemande déclare forfait pour l'Open d'Australie et le premier tour de la Fed Cup. Descendue à la 177e place mondiale, elle reprend la compétition en mars à Indian Wells, où elle est battue en qualifications. Invitée ensuite à Miami, l'Allemande domine Bojana Jovanovski puis Marion Bartoli, tête de série numéro 10, sur abandon, avant de perdre contre Ajla Tomljanović. À Charleston, Petkovic remporte ses deux premiers matchs avant d'être contrainte de déclarer forfait en huitième de finale où elle devait affronter la Danoise Caroline Wozniacki. Gênée par une douleur au mollet droit, l'Allemande préfère ne pas prendre le risque d'aggraver sa blessure comme elle a pu le faire par le passé. De retour en compétition à Stuttgart trois semaines plus tard, elle est battue en simple au premier tour par Ana Ivanović. En double, associée à Angelique Kerber, les deux Allemandes sont battues en demi-finale par la paire Bethanie Mattek-Sands/Sania Mirza. N'ayant pas le classement suffisant pour intégrer le tableau final de Roland-Garros, Petkovic, 138e mondiale au moment où commence le tournoi parisien, doit passer par les qualifications où elle est battue au deuxième tour par Zhou Yi-Miao en trois sets,. Cette défaite l'amène à penser à arrêter sa carrière, ce qu'elle ne fait finalement pas.

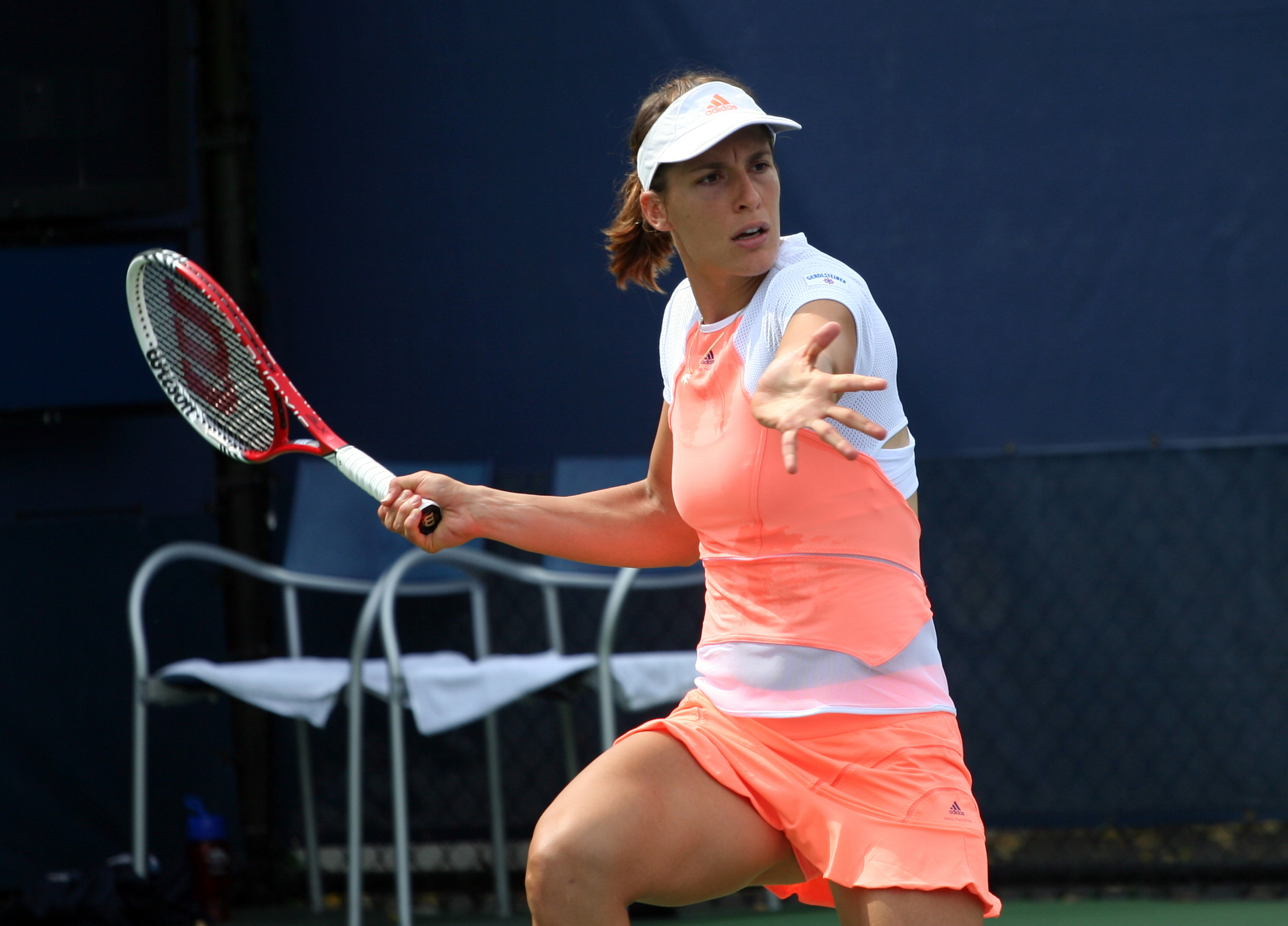
Andrea Petkovic à l'US Open 2013.

Durant la deuxième semaine de Roland-Garros, Andrea Petkovic s'engage dans le tournoi ITF de Marseille qu'elle remporte. L'Allemande, qui remonte à la 103e place mondiale, apprend alors son invitation pour disputer le simple de Wimbledon. Elle retrouve ensuite le circuit principal à l'occasion de l'Open de Nuremberg. Également bénéficiaire d'une invitation sur ce tournoi, Petkovic bat la Suédoise Sofia Arvidsson, ses compatriotes têtes de série numéro 4 Julia Görges et numéro 8 Annika Beck puis la Serbe tête de série numéro 1 Jelena Janković pour atteindre sa première finale de l'année sur le circuit WTA. Petkovic s'incline 6-3, 6-3 contre la Roumaine Simona Halep, tête de série numéro 7, ce qui lui permet de remonter à la 75e place mondiale. À Wimbledon, Petkovic est dominée au deuxième tour par l'Américaine Sloane Stephens (7-6, 2-6, 8-6). Après une défaite au premier tour à Bad Gastein contre la Croate Petra Martić, elle atteint la finale à Washington après avoir notamment dominé les têtes de série Mona Barthel et Alizé Cornet en deux sets. En finale, Petkovic est battue par la tenante du titre, la Slovaque Magdaléna Rybáriková (6-4, 7-6), ce qui la fait progresser au 50e rang mondial. À l'US Open, Petkovic est éliminée au premier tour par la Serbe Bojana Jovanovski (6-2, 6-4).
Après l'US Open, Petkovic entame une série de tournois asiatiques. Battue au premier tour à Séoul par Francesca Schiavone puis au deuxième tour à Tokyo par Simona Halep, elle bat au premier tour à Pékin Victoria Azarenka, numéro 2 mondiale (6-4, 2-6, 6-4) avant de s'incliner au troisième tour contre Lucie Šafářová (6-4, 6-7, 7-6),. De retour en Europe en octobre pour terminer sa saison, Petkovic perd au deuxième tour des tournois de Linz, contre Sloane Stephens, et de Luxembourg, contre Karin Knapp. Finalement 39e du classement WTA en fin de saison, Petkovic est nommée pour être le comeback de l'année selon la WTA, récompense attribuée à Alisa Kleybanova.

### Trois titres WTA, demi-finale à Roland-Garros et finale de Fed Cup (2014)
La saison 2014 d'Andrea Petkovic commence à Brisbane par une défaite au deuxième tour 6-4, 6-4 contre Serena Williams, numéro 1 mondiale et gagnante de ce tournoi. Elle est ensuite battue au premier tour de l'Open d'Australie 6-2, 6-3 par Magdaléna Rybáriková. De retour en Europe, Petkovic intègre le tableau final de l'Open de Paris grâce au forfait d'Ana Ivanović. Après avoir dominé en deux sets Bojana Jovanovski puis Kristina Mladenovic, l'Allemande est battue en quart de finale par Alizé Cornet en trois sets (7-66, 5-7, 6-3) après avoir sauvé deux balles de match dans la deuxième manche. Ce match est également marqué par l'énervement de l'Allemande qui conteste à plusieurs reprises des décisions arbitrales, et notamment sur l'ultime point de la rencontre. Sélectionnée pour le premier tour de la Fed Cup disputé en Slovaquie, elle sauve une balle de match dans le simple qu'elle dispute et finit par remporter en trois sets contre la Slovaque Dominika Cibulková. L'Allemagne se qualifie trois victoires à une.

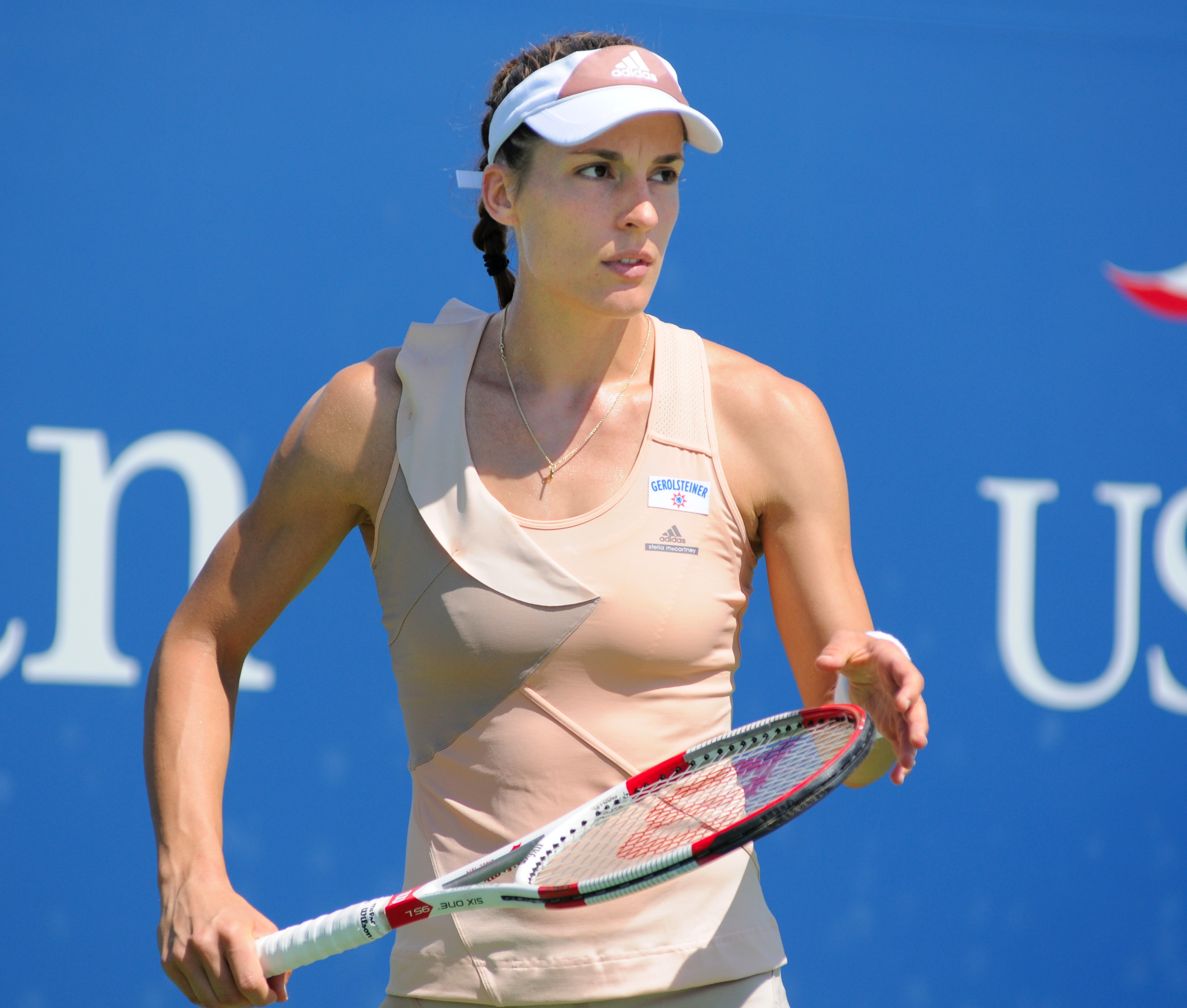
Andrea Petkovic en 2014.

De retour sur le circuit WTA, Petkovic perd au premier tour à Doha et est éliminée des qualifications à Dubaï par Camila Giorgi. Petkovic annonce alors un changement d'entraîneur : Eric van Harpen remplace Petar Popović. Aux États-Unis, elle et battue au premier tour à Indian Wells par Giorgi puis à Miami au deuxième tour par Alizé Cornet. Tête de série 14 à Charleston, tournoi de terre battue, elle domine successivement Lesia Tsurenko (6-7, 6-4, 6-1), Lourdes Domínguez Lino (6-0, 6-0), la tête de série 4 Sabine Lisicki (6-1, 6-0), la tête de série 9 Lucie Šafářová (6-3, 1-6, 6-1), la tête de série 6 Eugenie Bouchard (1-6, 6-3, 7-5) et en finale Jana Čepelová (7-5, 6-2) pour remporter son troisième titre en carrière,. Cette victoire lui permet de passer de la 40e à la 28e place mondiale. Petkovic joue ensuite la demi-finale de Fed Cup en Australie. Elle joue et gagne le premier simple contre l'Australienne Samantha Stosur (6-1, 7-6). Sa coéquipière Angelique Kerber domine ensuite Casey Dellacqua puis Stosur et l'Allemagne se qualifie donc pour la finale malgré la défaite allemande en double. Enchaînant avec le tournoi de Stuttgart où elle bénéficie d'une invitation, elle est battue au premier tour par Flavia Pennetta. Petkovic se présente à la fin du mois de mai à Roland-Garros avec pour meilleur résultat un quart de finale à Strasbourg où elle est battue par Mónica Puig qui gagne ensuite ce tournoi. Sur la terre battue parisienne, tête de série numéro 28, l'Allemande domine successivement Misaki Doi, Stefanie Vögele, Kristina Mladenovic et Kiki Bertens, toutes moins bien classées, pour atteindre les quarts de finale d'un tournoi du Grand Chelem, une première pour elle depuis 2011. Elle y domine en deux sets Sara Errani, tête de série numéro 10 pour atteindre la demi-finale, une première pour une Allemande sur ce tournoi depuis l'édition 1999 et la victoire de Steffi Graf. Elle est battue à ce niveau de la compétition par Simona Halep, tête de série numéro 4, 6-2, 7-6. Après ce tournoi, Petkovic remonte à la vingtième place mondiale.
À Wimbledon, Petkovic est dominée au troisième tour par Eugenie Bouchard, future finaliste. En double, associée à Magdaléna Rybáriková, elle atteint la demi-finale. Le duo est éliminé par la paire Mladenovic-Babos 6-1, 6-3. Petkovic participe la semaine suivante au tournoi de Bad Gastein sur terre battue. Tête de série numéro 4, l'Allemande ne rencontre que des joueuses moins bien classées et s'impose en finale contre la qualifiée Shelby Rogers 6-3, 6-3, remportant son quatrième titre en simple et devient 18e joueuse mondiale. Trois semaines plus tard, Petkovic atteint la demi-finale du tournoi Premier de Stanford. Son parcours est arrêté par Serena Williams (7-5, 6-0) qui s'impose en finale. Souffrante d'un virus, elle doit renoncer à participer au tournoi Premier 5 de Montréal. De retour à Cincinnati, elle perd au premier tour Sloane Stephens. Sa préparation à l'US Open se termine par une défaite au deuxième tour du tournoi de New Haven, où elle bénéficie d'une invitation, contre la Belge Kirsten Flipkens (4-6, 7-6, 7-6) dans un match disputé en plus de trois heures. Lors de l'US Open, tête de série numéro 18, Petkovic est dominée au troisième tour par Caroline Wozniacki, tête de série numéro 11 et future finaliste du tournoi.
Reprenant la compétition en septembre par les tournois Premier 5 et Premier Mandatory de Wuhan et Pékin, elle a comme meilleur résultat un huitième de finale à Pékin où elle est battue par Simona Halep au jeu décisif du troisième set. De retour en Europe, elle perd au premier tour à Linz puis à Luxembourg contre des joueuses moins bien classées : Camila Giorgi et Pauline Parmentier. Elle déclare à Luxembourg qu'elle aborde le tournoi en n'étant pas dans une forme optimale. Qualifiée pour le Tournoi international des championnes, elle sort des poules après avoir été battue par Carla Suárez Navarro puis dominé successivement Tsvetana Pironkova et Dominika Cibulková. En demi-finale elle bat Garbiñe Muguruza puis Flavia Pennetta en finale le 2 novembre (1-6, 6-4, 6-3). Grâce à cette victoire, elle gagne 3 places au classement WTA et figure en quatorzième position, ce qui représente son classement final de la saison. Petkovic conclut sa saison par la finale de la Fed Cup que l'Allemagne dispute contre la République tchèque à Prague. Elle dispute et perd le premier match de simple contre Petra Kvitová (6-2, 6-4). L'Allemagne est battue sur le score de 3-1. Après cette finale, Petkovic met fin à sa collaboration avec son entraîneur Van Harpen et annonce commencer 2015 avec son père à ce poste,.

### Sixième tournoi remporté (2015)

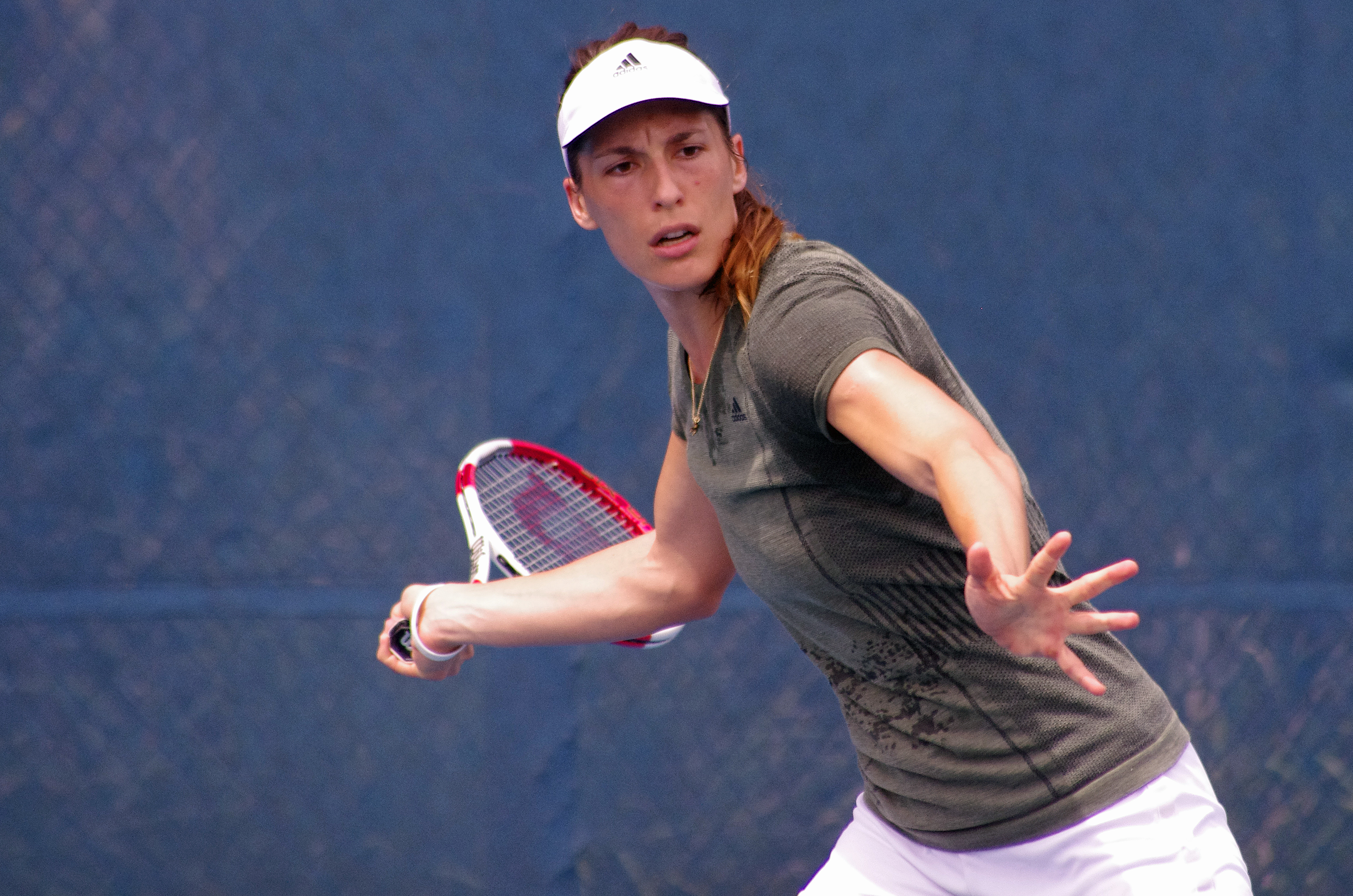
Andrea Petkovic en 2015.

Le début de saison 2015 d'Andrea Petkovic la voit être éliminée d'entrée à Brisbane, Sydney et à l'Open d'Australie. En Fed Cup, elle affronte avec l'Allemagne l'Australie et remporte ses deux simples contre Samantha Stosur (6-4, 3-6, 12-10) et Jarmila Gajdošová (6-3, 3-6, 8-6), sa deuxième victoire assurant la qualification allemande pour la demi-finale. Petkovic participe ensuite au Tournoi d'Anvers. Exemptée de premier tour, elle écarte au deuxième tour 8 balles de match face à l'invitée Alison Van Uytvanck dans une rencontre qui dépasse trois heures de jeu. Elle se qualifie pour la finale qu'elle gagne sans jouer, son adversaire Carla Suárez Navarro déclarant forfait avant la rencontre à la suite d'une blessure au cou. Elle fait en remplacement une exhibition d'un set contre la directrice du tournoi Kim Clijsters pour combler les spectateurs. Grâce à cette victoire, elle réintègre le top 10 à la 10e place mondiale tout proche de son meilleur classement. Elle est ensuite quart de finaliste à Doha. Petkovic est alors aidée dans son entraînement par l'entraîneur des équipes nationales allemandes Dirk Dier et Boris Conkic, son sparring-partner. À Miami, tournoi disputé à partir de la fin du mois de mars, Petkovic atteint la demi-finale où elle retrouve Suárez Navarro qui la domine en deux manches 6-3, 6-3. Enchaînant avec Charleston où elle est tenante du titre, elle s'incline également en demi-finale, contre sa compatriote Angelique Kerber 6-4, 6-4, qui remporte ensuite le tournoi. Les deux Allemandes, qui sont les deux joueuses les mieux classées de leur pays, sont laissées au repos par la capitaine allemande Barbara Rittner lors du premier jour de la demi-finale de Fed Cup disputée à Sotchi contre la Russie. L'Allemagne, menée 2 à 0, voit Petkovic puis Kerber jouer le deuxième jour et gagner leur rencontre respective. Associée à Sabine Lisicki, Petkovic perd le double décisif contre les Russes Anastasia Pavlyuchenkova et Elena Vesnina 6-2, 6-3.
Après cette rencontre de Fed Cup, Petkovic ne dispute pas le tournoi prévu la semaine suivante à Stuttgart à cause d'une blessure à la cuisse gauche. Forfait au deuxième tour à Madrid, elle abandonne ensuite au premier tour à Nuremberg, où elle était tête de série numéro 1, en raison d'une blessure à une jambe. Malgré ces blessures dans la préparation de Roland-Garros, elle participe au tournoi parisien pour défendre sa demi-finale de la saison précédente. L'Allemande retrouve au troisième tour Sara Errani qu'elle avait dominé en quart de finale en 2014. Cette fois, l'Italienne s'impose 6-3, 6-3. Sur gazon, elle aborde Wimbledon avec un quart de finale à Eastbourne contre Caroline Wozniacki. Après avoir battu Shelby Rogers 6-0, 6-0 au premier tour, elle est battue au troisième tour par Zarina Diyas.
En août, Petkovic attaque la préparation de l'US Open. Elle atteint le deuxième tour à Stanford, battue au tie-break de la troisième manche par Mona Barthel, les huitièmes de finale à Toronto où elle est dominée par la numéro 1 mondiale Serena Williams et également les huitièmes de finale à Cincinnati où elle est éliminée par la numéro 3 mondiale Simona Halep. À l'US Open, Petkovic, tête de série numéro 18, atteint le troisième tour où elle est dominée par la qualifiée britannique Johanna Konta 7-6, 6-3. En parallèle de son entraînement effectué par Boris Conkic, elle bénéficie pour ce tournoi, comme pour d'autres dans les mois précédents, de conseils de Boris Becker, qui fait cela bénévolement en parallèle de son travail d'entraîneur de Novak Djokovic. Après ce tournoi, elle perd en Chine au premier tour des tournois de Guangzhou et Wuhan avant d'atteindre le troisième tour à Pékin qu'elle perd contre Errani. De retour en Europe, comme en 2014, elle perd au premier tour à Linz et à Luxembourg contre deux joueuses moins bien classées : Johanna Larsson et Misaki Doi. Qualifiée pour le Tournoi de tennis des championnes, elle y est éliminée en perdant ses deux matchs de poule contre Elina Svitolina. Blessée à un genou durant ce match, elle perd ensuite 6-0, 6-0 contre Carla Suárez Navarro. Elle révèle quelques semaines plus tard avoir été perturbée par une maladie grave contractée par sa mère au point de s'interroger un temps sur l'intérêt de poursuivre sa carrière. Elle termine l'année à la 24e place mondiale, soit dix places perdues sur un an.

### Saison émaillée de blessures, recul au classement WTA (2016)
Petkovic déclare en novembre 2015 vouloir être présente aux Jeux olympiques de Rio de Janeiro, quatre ans après avoir manqué ceux de Londres pour cause de blessure. Elle entame la saison avec un nouvel entraîneur, Jan de Witt remplaçant Boris Conkic. Pour de Witt, entraîneur de Gilles Simon et ayant été celui de Gaël Monfils, il s'agit de sa première expérience d'entraîneur sur le circuit féminin. De Witt est assisté de Simon Goffin, le frère de David Goffin. Le premier tournoi de Petkovic en 2016 est comme les deux saisons précédentes celui de Brisbane. Quart de finaliste en simple, elle y atteint la finale en double associée à sa compatriote Angelique Kerber. Le duo allemand s'incline contre la paire tête de série numéro 1 Hingis-Mirza (7-5, 6-1). Petkovic, tête de série numéro 22, est ensuite battue dès son entrée en lice à l'Open d'Australie par la Russe Elizaveta Kulichkova (classée 109e) 7-5, 6-4. Retenue en Fed Cup en février, Petkovic perd le premier jour son match de simple contre la numéro 1 suisse Belinda Bencic 6-3, 6-4. Non retenue pour un deuxième simple, elle est associée à Anna-Lena Grönefeld pour le double décisif perdu par les Allemandes contre le duo suisse Bencic-Hingis 6-3, 6-2.

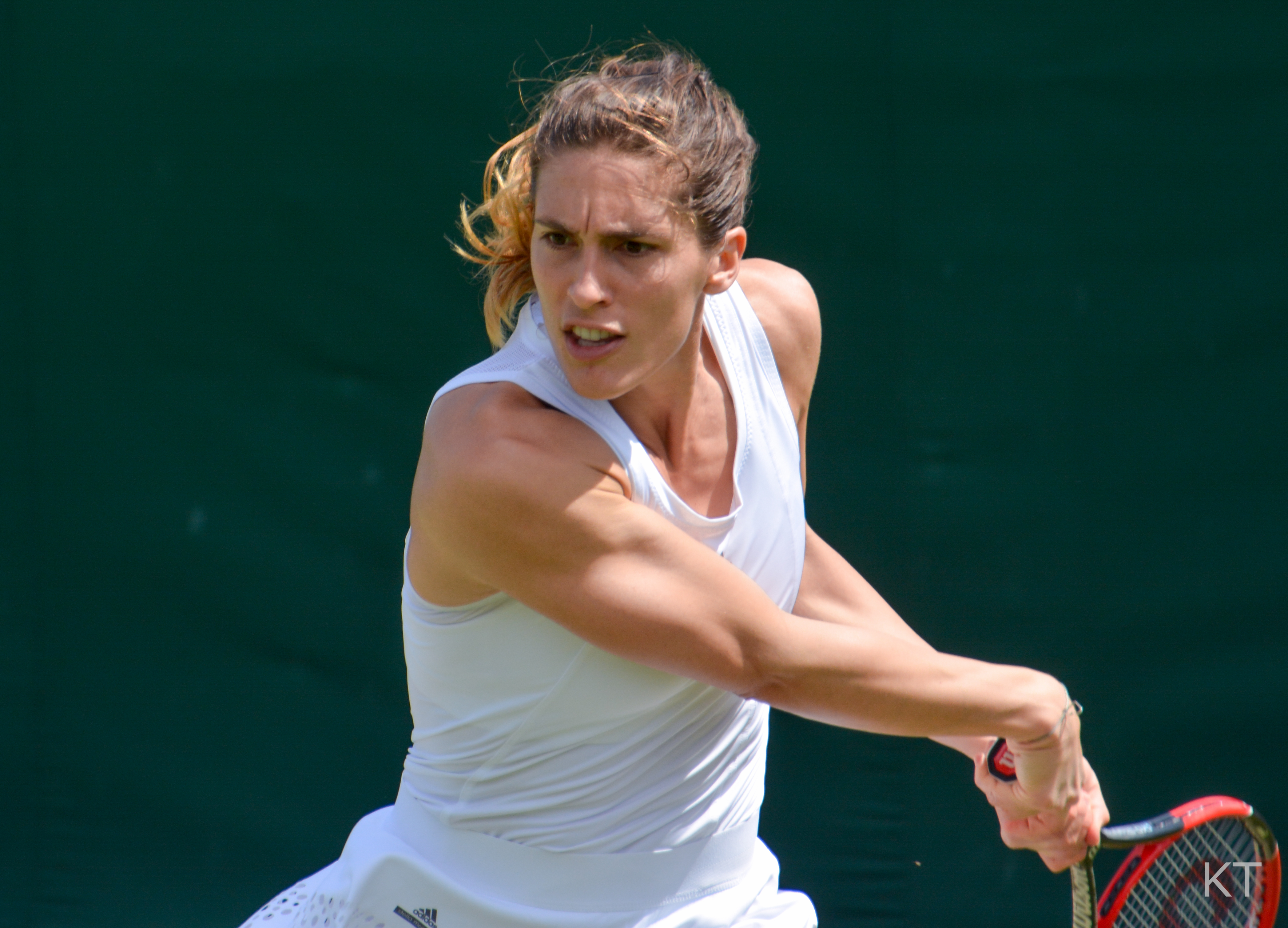
Andrea Petkovic à Wimbledon 2016

Enchaînant avec le tournoi Premier de Dubaï, elle y est battue en quart de finale par Caroline Garcia. Lors du tournoi Premier 5 qui suit et qui se dispute à Doha, elle vainc en quart de finale la cinquième joueuse mondiale, Garbiñe Muguruza 6-1, 5-7, 6-2. C'est la première fois depuis 2013 qu'elle domine une joueuse du top 5 mondial. En demi-finale, Petkovic abandonne contre Jeļena Ostapenko après une blessure à la cuisse gauche. Après des défaites dès son entrée en lice à Indian Wells, Miami et Charleston, elle est sélectionnée pour le barrage de Fed Cup qui se joue en Roumanie. Après avoir été battue par Simona Halep le premier jour, elle remporte le lendemain son match contre Monica Niculescu, obtenant ainsi le troisième point allemand qui permet à son équipe de remporter la rencontre et de remonter en 2017 dans le groupe mondial. Éliminée au deuxième tour à Stuttgart par Agnieszka Radwańska, tête de série numéro 1, elle perd ensuite au premier tour à Madrid contre Timea Bacsinszky, dans un match où elle est gênée au genou gauche. Après une défaite à Rome contre Madison Keys au premier tour, Petkovic est battue au deuxième tour de Roland-Garros par Yulia Putintseva (6-2, 6-2). Sur gazon, Petkovic est huitième de finaliste à Birmingham puis Eastbourne. À Wimbledon, tête de série 32, elle est battue au deuxième tour par Elena Vesnina (7-5, 6-3).
Après un deuxième tour à Montréal, Petkovic participe aux Jeux olympiques à Rio de Janeiro. Battue en simple au premier tour par Elina Svitolina, elle l'est également en double. Associée à Angelique Kerber, le duo allemand s'incline contre la paire italienne Sara Errani-Roberta Vinci (6-2, 6-2). Après un deuxième tour à Cincinnati puis à l'US Open, Petkovic se blesse lors de son premier tour à Tokyo et doit abandonner face à Anastasia Pavlyuchenkova. De retour à Luxembourg pour son dernier tournoi de la saison, elle y atteint les quarts de finale. Elle finit l'année au 56e rang mondial. À l'issue de cette saison, elle décide de changer d'entraîneur, Simon Goffin est remplacé par Sascha Nensel, directeur de l'académie « Tennis University » appartenant à ses compatriotes Rainer Schüttler et Alexander Waske et où Petkovic s'est déjà entraînée par le passé. Nensel garde cependant ses fonctions à l'académie et entraîne également en parallèle Tobias Kamke.

### Nouveau recul au classement WTA, à la limite de la sortie du top 100 (2017)
Petkovic entame 2017 par la Hopman Cup. Associée à Alexander Zverev, elle remporte un simple sur trois et un double sur trois. L'Allemagne n'atteint pas la finale. Elle enchaîne par trois tournois où elle est battue au deuxième tour, dont l'Open d'Australie. Elle atteint également les quarts de finale en double à l'Open d'Australie associée à Mirjana Lučić-Baroni. Sélectionnée pour le premier tour de la Fed Cup où l'Allemagne se déplace aux États-Unis, la rencontre est marquée par un incident lors de l'avant-match le premier jour. L'hymne allemand qui est joué est en fait la version remontant à l'Allemagne nazie qui est depuis interdite. Petkovic déclare alors : « C'est la pire chose que j'aie jamais vécue ». Petkovic perd ses deux simples contre Alison Riske puis Coco Vandeweghe, et les États-Unis remportent la rencontre 4 à 0,.
Lors des mois suivants, Petkovic ne dépasse que rarement le premier tour des tournois WTA où elle s'aligne, enchaînant six défaites au premier tour consécutives entre Istanbul à la fin du mois d'avril et Roland-Garros. Elle ne participe pas au barrage de Fed Cup disputé en avril et est alors 79e au classement mondial. Renouant sur gazon avec la victoire à Bois-le-Duc contre Kiki Bertens mais dominée ensuite par Natalia Vikhlyantseva, elle atteint ensuite la demi-finale du tournoi ITF d'Ilkley où elle est battue par Magdaléna Rybáriková, future lauréate du tournoi. À Wimbledon, elle perd au premier tour contre Dominika Cibulková, tête de série numéro 8 (6-3, 3-6, 9-7). Ce match est émaillé de multiples breaks dont 13 lors du dernier set. Sur dur, à la fin de juillet et alors qu'elle ne figure plus parmi les 100 meilleures joueuses mondiales, Petkovic obtient le meilleur résultat de sa saison en atteignant la demi-finale du tournoi de Washington en dominant Kurumi Nara, Eugenie Bouchard puis Bianca Andreescu. Elle est battue par sa compatriote Julia Görges (5-7, 6-4, 7-5). Après une défaite au premier tour de l'US Open contre Jennifer Brady, elle atteint le deuxième tour à Pékin puis à Luxembourg. Lors de ce tournoi, elle bénéficie d'une invitation et elle est contrainte à l'abandon au cours de son match contre Kiki Bertens en raison d'une gastro-entérite,. Petkovic est classée 97e joueuse mondiale en fin d'année.

### Trois demi-finales sur la WTA, progression au classement mondial (2018)
Ayant terminé la saison précédente avec des doutes sur les suites de sa carrière, Andrea Petkovic aborde 2018 en ayant effectué une remise en question personnelle, notamment sur le plan mental où elle a désormais une approche basée sur tout ce qui peut lui être positif en occultant le négatif. Andrea Petkovic commence sa saison à Brisbane où elle est éliminée lors des qualifications. Finaliste du tournoi exhibition de Kooyong face à Belinda Bencic, elle bat au premier tour de l'Open d'Australie la tête de série 27 Petra Kvitová (6-3, 4-6, 10-8) en près de trois heures avant de s'incliner face à Lauren Davis (4-6, 6-0, 6-0),. Non retenue pour disputer la Fed Cup en février, Petkovic enchaîne ensuite pendant plusieurs mois des échecs en qualifications ou des éliminations précoces dans les tournois où elle s'aligne. En mai, descendue sur le circuit ITF, Petkovic atteint la demi-finale lors du tournoi de Cagnes-sur-Mer. À Roland-Garros, Petkovic s'impose au premier tour face à Kristina Mladenovic, tête de série 29. Après avoir battu Bethanie Mattek-Sands au deuxième tour, elle domine initialement la numéro 1 mondiale Simona Halep au troisième tour. Celle-ci parvient cependant à remporter le premier set 7-5, puis le second où Petkovic est blessée à un genou 6-0. Halep remporte par la suite le tournoi.

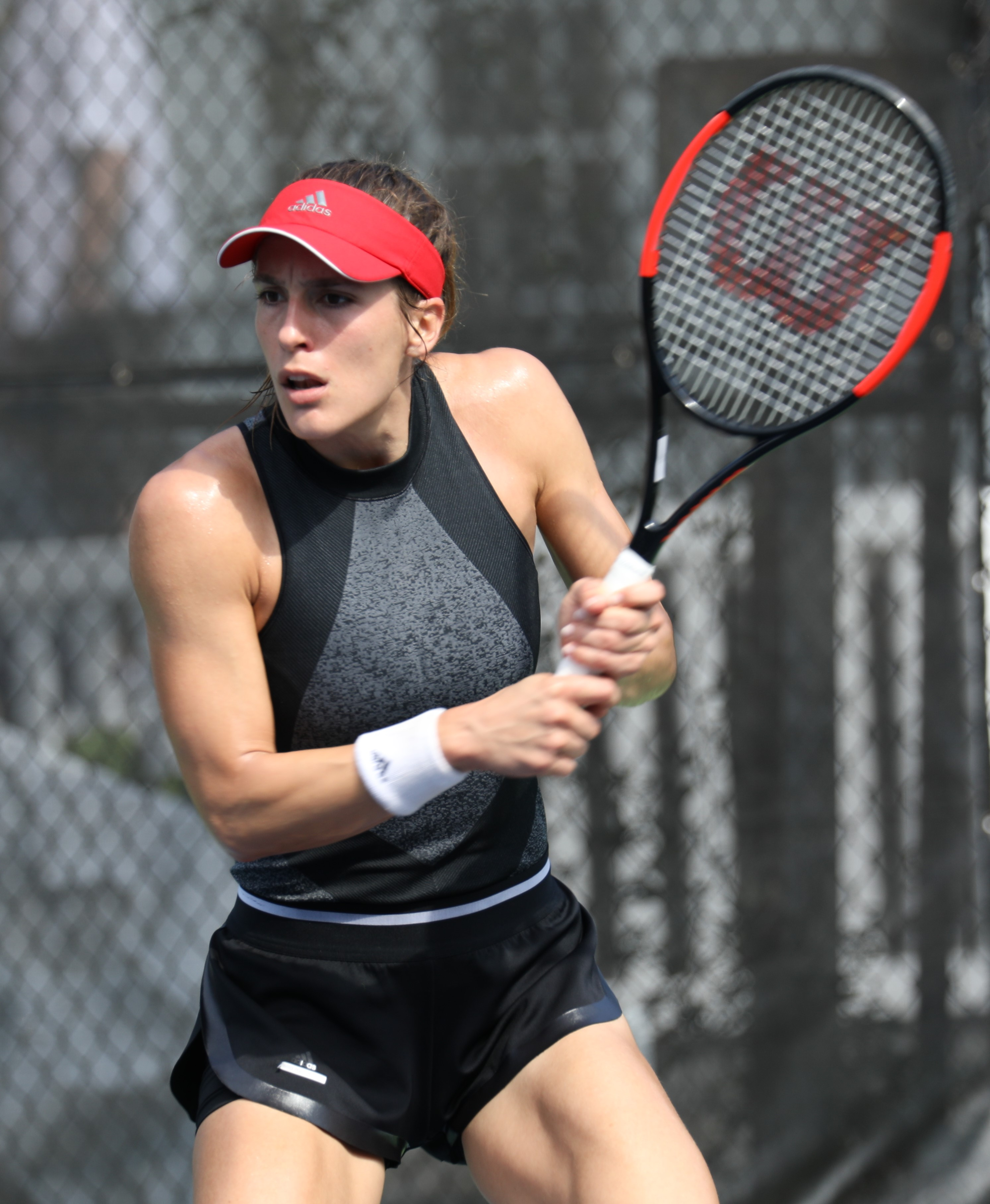
Au tournoi de Washington 2018

Petkovic intègre directement le tableau de Wimbledon à la suite du forfait de plusieurs joueuses. Pour la troisième fois consécutive, elle bat une tête de série au premier tour, Zhang Shuai (n°31), en trois sets, avant de s'incliner au tour suivant face à Yanina Wickmayer (6-4, 6-3). De retour sur dur lors du tournoi de Washington, elle y atteint comme en 2017 la demi-finale, battant successivement Jamie Loeb, Sloane Stephens puis Belinda Bencic avant d'être stoppée par Svetlana Kuznetsova. Stephens étant numéro 3 mondiale, cette victoire est alors pour Petkovic la première contre une joueuse classée dans le top 10 mondial depuis sa victoire contre Garbiñe Muguruza en 2016. Contrairement aux trois premiers tournois du Grand Chelem de la saison, Petkovic est cette fois battue dès son entrée en lice à l'US Open par la tête de série qu'elle affronte, Jeļena Ostapenko (6-4, 4-6, 7-5).
De retour à Canton, Petkovic atteint la demi-finale. Dominant successivement Lizette Cabrera, Wang Yafan et Vera Lapko, elle s'incline face à Wang Qiang, tête de série numéro 3, 6-2, 6-2. En octobre, à Linz, Petkovic bat au premier tour sa compatriote Julia Görges, tête de série numéro 1 et neuvième joueuse mondiale. Petkovic, qui sauve une balle de match au cours du deuxième set, remporte ainsi sa deuxième victoire de l'année contre une joueuse du top 10 mondial sur le score de 1-6, 7-5, 6-4. Enchaînant par des victoires contre Tatjana Maria et Kristina Mladenovic, elle s'incline à nouveau en demi-finale, cette fois face à Ekaterina Alexandrova (0-6, 6-4, 6-0). Après ce tournoi, Petkovic remonte à la 67e place au classement mondial, un niveau de classement qu'elle n'avait pas eu depuis mars 2017. La semaine suivante, à Luxembourg, après avoir éliminé Alison Van Uytvanck puis Kateřina Siniaková, Andrea Petkovic affronte Eugenie Bouchard en quart de finale. Lors de ce match, elle remporte le premier set 6-4. Cependant, blessée à la cuisse gauche, elle abandonne alors qu'elle est menée 4-0 en cours de deuxième manche pour ce qui constitue son dernier match de l'année,. Elle est 64e joueuse mondiale en fin d'année.

### 2019-2020

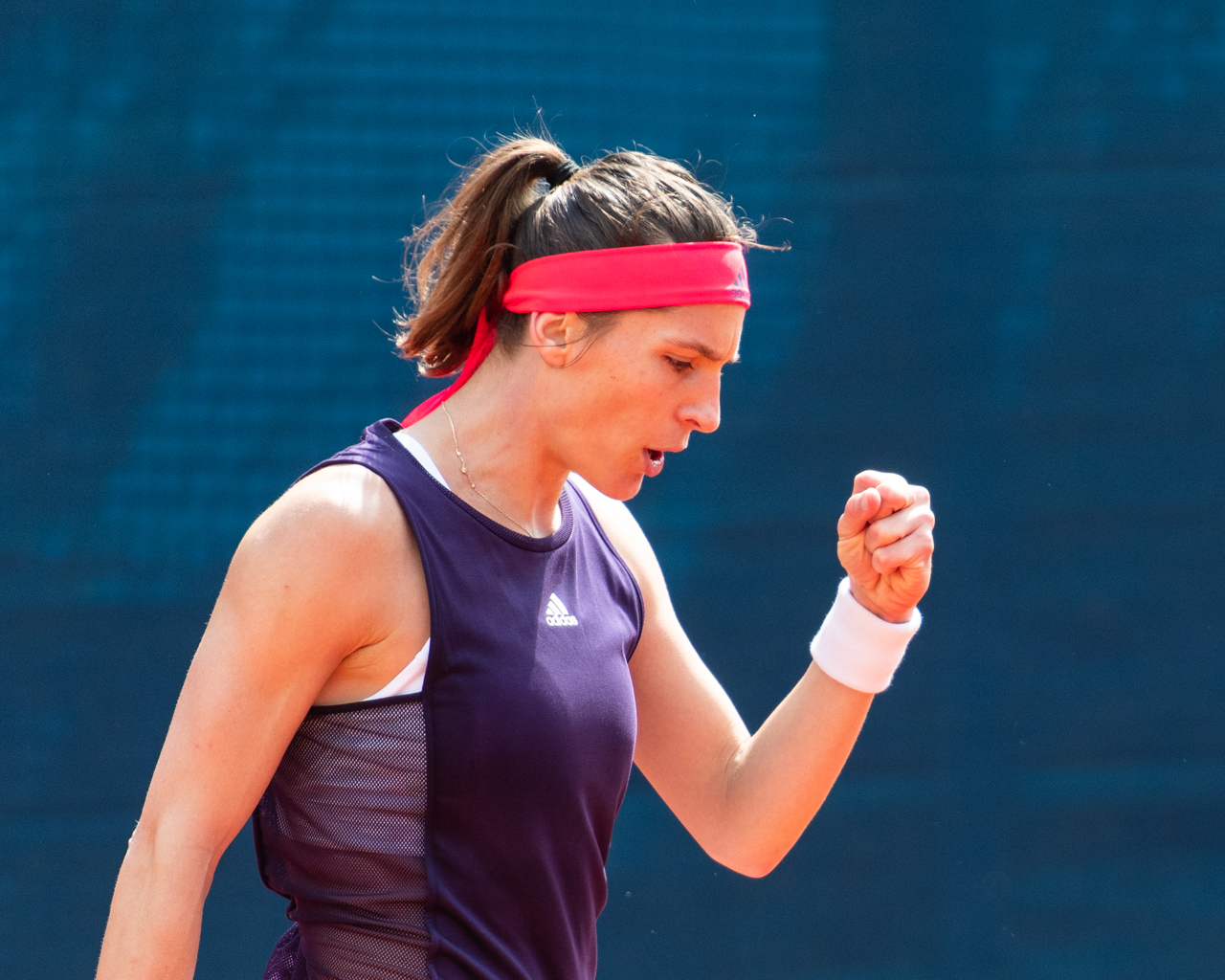
Andrea Petkovic à Prague 2019

Après avoir échoué à se qualifier pour le tableau principal du tournoi de Brisbane, Andrea Petkovic participe à l'Open d'Australie. Affrontant Irina-Camelia Begu, Petkovic aborde le match en ayant des maux d'estomac. Elle gagne le premier set avant de subir un malaise dans le deuxième set et se trouve contrainte à l'abandon,. Sélectionnée en février pour le premier tour de la Fed Cup, elle y est battue par la Bélarusse Aryna Sabalenka (6-2, 6-1). L'Allemagne est éliminée sans remporter le moindre match, le deuxième simple que devait disputer Petkovic n'est finalement pas joué. À la fin du mois, elle décide de remanier son encadrement : ses nouveaux entraîneurs sont Dušan Vemić qui la suit lorsqu'elle est aux États-Unis et Petar Popović, avec qui elle avait déjà collaboré plusieurs années avant, en Europe. 
En fin d'année 2019, Petkovic présente une émission de télé traitant de sport sur la chaîne allemande ZDF.
Gênée au genou gauche, Petkovic renonce tout d'abord à participer à l'Open d'Australie puis subit une intervention chirurgicale à ce genou en février 2020 nécessitant deux mois sans compétition. Après avoir envisagé d'arrêter sa carrière en fin d'année 2020, elle change d'avis en raison de la pandémie de Covid-19 qui entraîne l'annulation de nombreux tournois. Elle annonce en mars 2020 continuer jusqu'en fin d'année 2021.

### Fin de carrière
Classée 104e joueuse mondiale, Petkovic participe à l'US Open 2022. Affrontant Belinda Bencic, Petkovic est battue 6-2, 4-6, 6-4 et arrête sa carrière après ce match. Blessée durant les semaines précédentes, elle déclare que son retrait est dû à son état physique : « le corps qui ne me permet plus de jouer au tennis de la manière dont je veux le faire ».

## Caractéristiques

### Style de jeu
Andrea Petkovic déclare avoir un jeu « très agressif », s'appuyant sur un « bon service » et cherchant à abréger les échanges. Ayant un jeu de fond de court, son coup fort est le coup droit. Sa surface de prédilection est la terre battue et elle n'affectionne pas le gazon. Toutefois, son point faible est la difficulté à terminer ses points favorablement.

### Une carrière hachée par des blessures
Andrea Petkovic subit sa première blessure grave en 2008, une rupture du ligament croisé antérieur du genou droit. Trois ans plus tard, à la suite d'une progression continue qui l'amène dans le top 10 mondial, elle décide de tenter à tout prix de se qualifier pour le Masters 2011 malgré des douleurs au dos qui cachent une fracture de l'articulation sacro-iliaque diagnostiquée en janvier 2012. Trois mois d'arrêts s'ensuivent. Quelques semaines après son retour en compétition, elle se blesse à une cheville et est arrêtée à nouveau plusieurs mois. De retour fin août 2012, elle est à nouveau écartée des courts quatre mois plus tard après s'être déchiré un ménisque. Malgré ces blessures, Petkovic reprend l'entraînement à l'académie de tennis de ses compatriotes Rainer Schüttler et Alexander Waske pour revenir au plus haut niveau. À la suite de ces blessures répétées, l'Allemande est classée au-delà du top 100 mondial et ne peut plus bénéficier d'un classement protégé. Elle remonte ensuite au classement. Petkovic constate alors en 2013 que cette expérience la fait « devenir adulte » et elle décide d'être plus « à l'écoute » de son corps, suivant ainsi les conseils de Barbara Rittner, capitaine de l'équipe d'Allemagne de Fed Cup, ou l'exemple de son compatriote Tommy Haas,. Par la suite, elle confie qu'après ces blessures, elle considère son retour « comme une deuxième chance ». Ce retour lui permet d'égaler son meilleur classement passé avec une neuvième place en mai 2015. Cette année 2015 est sa dernière à ce niveau, 2016 marque le début d'un recul de sa part dans le classement mondial lors d'une année marquée pour elle par plusieurs blessures.

## Palmarès

### Titres en simple dames
| No | Date       | Nom et lieu du tournoi                          | Catégorie | Dotation  | Surface      | Finaliste            | Score         |          |
| -- | ---------- | ----------------------------------------------- | --------- | --------- | ------------ | -------------------- | ------------- | -------- |
| 1  | 20-07-2009 | Gastein Ladies, Bad Gastein                     | Intern'l  | 220 000 $ | Terre (ext.) | Raluca Olaru         | 6-2, 6-3      | Parcours |
| 2  | 16-05-2011 | Internationaux de Strasbourg, Strasbourg        | Intern'l  | 220 000 $ | Terre (ext.) | Marion Bartoli       | 6-4, 1-0, ab. | Parcours |
| 3  | 31-03-2014 | Family Circle Cup, Charleston                   | Premier   | 710 000 $ | Terre (ext.) | Jana Čepelová        | 7-5, 6-2      | Parcours |
| 4  | 07-07-2014 | Nürnberger Gastein Ladies, Bad Gastein          | Intern'l  | 250 000 $ | Terre (ext.) | Shelby Rogers        | 6-3, 6-3      | Parcours |
| 5  | 28-10-2014 | Garanti Koza WTA Tournament of Champions, Sofia | Intern'l  | 750 000 $ | Dur (int.)   | Flavia Pennetta      | 1-6, 6-4, 6-3 | Parcours |
| 6  | 09-02-2015 | BNP Paribas Fortis Diamond Games, Anvers        | Premier   | 731 000 $ | Dur (int.)   | Carla Suárez Navarro | Forfait       | Parcours |
| 7  | 02-08-2021 | Winners Open, Cluj-Napoca                       | WTA 250   | 235 238 $ | Terre (ext.) | Mayar Sherif         | 6-1, 6-1      | Parcours |

### Finales en simple dames
| No | Date       | Nom et lieu du tournoi                 | Catégorie | Dotation    | Surface      | Vainqueure           | Score         |          |
| -- | ---------- | -------------------------------------- | --------- | ----------- | ------------ | -------------------- | ------------- | -------- |
| 1  | 13-06-2010 | Unicef Open, Bois-le-Duc               | Intern'l  | 220 000 $   | Gazon (ext.) | Justine Henin        | 3-6, 6-3, 6-4 | Parcours |
| 2  | 02-01-2011 | Brisbane International, Brisbane       | Intern'l  | 220 000 $   | Dur (ext.)   | Petra Kvitová        | 6-1, 6-3      | Parcours |
| 3  | 03-10-2011 | China Open, Pékin                      | PREMIER*  | 4 500 000 $ | Dur (ext.)   | Agnieszka Radwańska  | 7-5, 0-6, 6-4 | Parcours |
| 4  | 10-06-2013 | Nürnberger Versicherungscup, Nuremberg | Intern'l  | 235 000 $   | Terre (ext.) | Simona Halep         | 6-3, 6-3      | Parcours |
| 5  | 29-07-2013 | Citi Open, Washington                  | Intern'l  | 235 000 $   | Dur (ext.)   | Magdaléna Rybáriková | 6-4, 7-62     | Parcours |
| 6  | 06-07-2021 | Hamburg European Open, Hambourg        | WTA 250   | 235 238 $   | Terre (ext.) | Elena-Gabriela Ruse  | 7-66, 6-4     | Parcours |

### Titre en double dames
| No | Date       | Nom et lieu du tournoi              | Catégorie | Dotation  | Surface    | Partenaire    | Finalistes                        | Score    |          |
| -- | ---------- | ----------------------------------- | --------- | --------- | ---------- | ------------- | --------------------------------- | -------- | -------- |
| 1  | 27-09-2021 | Chicago Fall Tennis Classic Chicago | WTA 500   | 565 530 $ | Dur (ext.) | Květa Peschke | Caroline Dolehide Coco Vandeweghe | 6-3, 6-1 | Parcours |

### Finales en double dames
| No | Date       | Nom et lieu du tournoi                     | Catégorie | Dotation    | Surface      | Vainqueures                      | Partenaire       | Score    |          |
| -- | ---------- | ------------------------------------------ | --------- | ----------- | ------------ | -------------------------------- | ---------------- | -------- | -------- |
| 1  | 20-07-2009 | Gastein Ladies Bad Gastein                 | Intern'l  | 220 000 $   | Terre (ext.) | Andrea Hlaváčková Lucie Hradecká | Tatjana Malek    | 6-2, 6-4 | Parcours |
| 2  | 03-01-2016 | Brisbane International by Suncorp Brisbane | Premier   | 1 000 000 $ | Dur (ext.)   | Martina Hingis Sania Mirza       | Angelique Kerber | 7-5, 6-1 | Parcours |

## Parcours en Grand Chelem

### En simple dames
| Année | Open d'Australie | Open d'Australie     | Internationaux de France | Internationaux de France | Wimbledon       | Wimbledon          | US Open         | US Open            |
| ----- | ---------------- | -------------------- | ------------------------ | ------------------------ | --------------- | ------------------ | --------------- | ------------------ |
| 2007  | —                | —                    | 2e tour (1/32)           | Marion Bartoli           | Q1              | Erika Takao        | 2e tour (1/32)  | Lucie Šafářová     |
| 2008  | 1er tour (1/64)  | Anna Chakvetadze     | —                        | —                        | —               | —                  | —               | —                  |
| 2009  | 2e tour (1/32)   | Alizé Cornet         | Q1                       | Ekaterina Ivanova        | Q2              | Kristína Kučová    | 1er tour (1/64) | Angelique Kerber   |
| 2010  | 2e tour (1/32)   | Carla Suárez         | 2e tour (1/32)           | Svetlana Kuznetsova      | 1er tour (1/64) | Anna Chakvetadze   | 1/8 de finale   | Vera Zvonareva     |
| 2011  | 1/4 de finale    | Li Na                | 1/4 de finale            | Maria Sharapova          | 3e tour (1/16)  | Ksenia Pervak      | 1/4 de finale   | Caroline Wozniacki |
| 2012  | —                | —                    | —                        | —                        | —               | —                  | 1er tour (1/64) | Romina Oprandi     |
| 2013  | —                | —                    | Q2                       | Zhou Yimiao              | 2e tour (1/32)  | Sloane Stephens    | 1er tour (1/64) | Bojana Jovanovski  |
| 2014  | 1er tour (1/64)  | Magdaléna Rybáriková | 1/2 finale               | Simona Halep             | 3e tour (1/16)  | Eugenie Bouchard   | 3e tour (1/16)  | Caroline Wozniacki |
| 2015  | 1er tour (1/64)  | Madison Brengle      | 3e tour (1/16)           | Sara Errani              | 3e tour (1/16)  | Zarina Diyas       | 3e tour (1/16)  | Johanna Konta      |
| 2016  | 1er tour (1/64)  | Elizaveta Kulichkova | 2e tour (1/32)           | Yulia Putintseva         | 2e tour (1/32)  | Elena Vesnina      | 2e tour (1/32)  | Belinda Bencic     |
| 2017  | 2e tour (1/32)   | Barbora Strýcová     | 1er tour (1/64)          | Varvara Lepchenko        | 1er tour (1/64) | Dominika Cibulková | 1er tour (1/64) | Jennifer Brady     |
| 2018  | 2e tour (1/32)   | Lauren Davis         | 3e tour (1/16)           | Simona Halep             | 2e tour (1/32)  | Yanina Wickmayer   | 1er tour (1/64) | Jeļena Ostapenko   |
| 2019  | 1er tour (1/64)  | Irina-Camelia Begu   | 3e tour (1/16)           | Ashleigh Barty           | 1er tour (1/64) | Monica Niculescu   | 3e tour (1/16)  | Elise Mertens      |
| 2020  | —                | —                    | 1er tour (1/64)          | Tsvetana Pironkova       | Annulé          | Annulé             | —               | —                  |
| 2021  | 1er tour (1/64)  | Ons Jabeur           | 1er tour (1/64)          | Karolína Muchová         | 2e tour (1/32)  | Barbora Krejčíková | 2e tour (1/32)  | Garbiñe Muguruza   |
| 2022  | 1er tour (1/64)  | Barbora Krejčíková   | 2e tour (1/32)           | Victoria Azarenka        | 1er tour (1/64) | Viktorija Golubic  | 1er tour (1/64) | Belinda Bencic     |

N.B. : à droite du résultat se trouve le nom de l'ultime adversaire.

### En double dames
| Année | Open d'Australie                                                             | Open d'Australie                                                                     | Internationaux de France                                                                | Internationaux de France                                                    | Wimbledon                                                                  | Wimbledon                                                               | US Open                                                                    | US Open |
| ----- | ---------------------------------------------------------------------------- | ------------------------------------------------------------------------------------ | --------------------------------------------------------------------------------------- | --------------------------------------------------------------------------- | -------------------------------------------------------------------------- | ----------------------------------------------------------------------- | -------------------------------------------------------------------------- | ------- |
| 2009  | —                                                                            | —                                                                                    | —                                                                                       | —                                                                           | 1er tour (1/32) Malek \|\| style="text-align:left;" \| Kuznetsova Mauresmo | 2e tour (1/16) Malek \|\| style="text-align:left;" \| Kirilenko Vesnina |                                                                            |         |
| 2010  | 1er tour (1/32) Malek \|\| style="text-align:left;" \| Black Huber           | 1er tour (1/32) Malek \|\| style="text-align:left;" \| Hantuchová Wozniacki          | 1er tour (1/32) Malek \|\| style="text-align:left;" \| Bacsinszky Garbin                | 1er tour (1/32) Malek \|\| style="text-align:left;" \| Glatch Vandeweghe    |                                                                            |                                                                         |                                                                            |         |
| 2011  | 1er tour (1/32) Malek \|\| style="text-align:left;" \| Peer Peng             | 1/8 de finale Görges \|\| style="text-align:left;" \| Petrova Rodionova              | 2e tour (1/16) Ivanović \|\| style="text-align:left;" \| Petrova Rodionova              | 2e tour (1/16) Görges \|\| style="text-align:left;" \| Hlaváčková Hradecká  |                                                                            |                                                                         |                                                                            |         |
| 2012  | —                                                                            | —                                                                                    | —                                                                                       | —                                                                           | —                                                                          | —                                                                       | 1er tour (1/32) Minella \|\| style="text-align:left;" \| Craybas Scheepers |         |
| 2013  | —                                                                            | —                                                                                    | 1er tour (1/32) Kerber \|\| style="text-align:left;" \| Black Erakovic                  | 2e tour (1/16) Pennetta \|\| style="text-align:left;" \| Huber Mirza        | 1er tour (1/32) Martić \|\| style="text-align:left;" \| Hercog Raymond     |                                                                         |                                                                            |         |
| 2014  | 2e tour (1/16) Beck \|\| style="text-align:left;" \| Gajdošová Tomljanović   | 1/8 de finale Rybáriková \|\| style="text-align:left;" \| Errani Vinci               | 1/2 finale Rybáriková \|\| style="text-align:left;" \| Babos Mladenovic                 | 1er tour (1/32) Rybáriková \|\| style="text-align:left;" \| Hingis Pennetta |                                                                            |                                                                         |                                                                            |         |
| 2015  | 1er tour (1/32) Rybáriková \|\| style="text-align:left;" \| Garcia Srebotnik | 1er tour (1/32) Lisicki \|\| style="text-align:left;" \| Kudryavtseva Pavlyuchenkova | 1er tour (1/32) Rybáriková \|\| style="text-align:left;" \| Kudryavtseva Pavlyuchenkova | —                                                                           | —                                                                          |                                                                         |                                                                            |         |
| 2016  | 1er tour (1/32) Janković \|\| style="text-align:left;" \| Bonaventure Olaru  | 2e tour (1/16) Lisicki \|\| style="text-align:left;" \| Xu Zheng                     | 1er tour (1/32) Flipkens \|\| style="text-align:left;" \| Konta Sanchez                 | 2e tour (1/16) Ostapenko \|\| style="text-align:left;" \| Babos Shvedova    |                                                                            |                                                                         |                                                                            |         |
| 2017  | 1/4 de finale Lučić \|\| style="text-align:left;" \| Hozumi Kato             | 2e tour (1/16) Lučić \|\| style="text-align:left;" \| Gavrilova Pavlyuchenkova       | 2e tour (1/16) Lučić \|\| style="text-align:left;" \| Hradecká Siniaková                | 1er tour (1/32) Lučić \|\| style="text-align:left;" \| Dabrowski Xu         |                                                                            |                                                                         |                                                                            |         |
| 2018  | 1er tour (1/32) Lučić \|\| style="text-align:left;" \| Begu Niculescu        | 1er tour (1/32) Hsieh \|\| style="text-align:left;" \| Chan Yang                     | 2e tour (1/16) Kanepi \|\| style="text-align:left;" \| Mattek-Sands Šafářová            | 1er tour (1/32) Kanepi \|\| style="text-align:left;" \| Bertens Larsson     |                                                                            |                                                                         |                                                                            |         |
| 2019  | 1er tour (1/32) Puig \|\| style="text-align:left;" \| Hozumi Rosolska        | 2e tour (1/16) Kenin \|\| style="text-align:left;" \| Hradecká Klepač                | 1er tour (1/32) Kenin \|\| style="text-align:left;" \| Kichenok Spears                  |                                                                             |                                                                            |                                                                         |                                                                            |         |
| 2020  | —                                                                            | —                                                                                    | 1er tour (1/32) Wickmayer \|\| style="text-align:left;" \| Lister Rogers                | Annulé                                                                      | Annulé                                                                     | —                                                                       | —                                                                          |         |
| 2021  | —                                                                            | —                                                                                    | —                                                                                       | —                                                                           | —                                                                          | —                                                                       | 2e tour (1/16) Tomljanović \|\| style="text-align:left;" \| Kichenok Olaru |         |
| 2022  | 3e tour (1/8) Cristian \|\| style="text-align:left;" \| Flipkens Sorribes    | 1er tour (1/32) Martincová \|\| style="text-align:left;" \| Kato Sutjiadi            | 2e tour (1/16) Niemeier \|\| style="text-align:left;" \| Xu Yang                        |                                                                             |                                                                            |                                                                         |                                                                            |         |

N.B. : le nom de la partenaire se trouve sous le résultat ; les noms des ultimes adversaires se trouvent à droite.

### En double mixte
| Année | Open d'Australie                                                                | Open d'Australie | Internationaux de France | Internationaux de France                                         | Wimbledon                                                                    | Wimbledon                                                                       | US Open                                                                | US Open |
| ----- | ------------------------------------------------------------------------------- | ---------------- | ------------------------ | ---------------------------------------------------------------- | ---------------------------------------------------------------------------- | ------------------------------------------------------------------------------- | ---------------------------------------------------------------------- | ------- |
| 2010  | —                                                                               | —                | —                        | —                                                                | 1er tour (1/32) Marx \|\| style="text-align:left;" \| Shvedova Knowle        | 1er tour (1/16) Fyrstenberg \|\| style="text-align:left;" \| Srebotnik Zimonjić |                                                                        |         |
| 2011  | 1er tour (1/16) Fyrstenberg \|\| style="text-align:left;" \| Rodionova Bhupathi | —                | —                        | 1/8 de finale López \|\| style="text-align:left;" \| Huber Bryan | —                                                                            | —                                                                               |                                                                        |         |
| 2012  | —                                                                               | —                | —                        | —                                                                | —                                                                            | —                                                                               | 1er tour (1/16) Butorac \|\| style="text-align:left;" \| Mirza Fleming |         |
| 2016  | —                                                                               | —                | —                        | —                                                                | 1er tour (1/32) Toursounov \|\| style="text-align:left;" \| Siniaková Veselý | —                                                                               | —                                                                      |         |

N.B. : le nom du partenaire se trouve sous le résultat ; les noms des ultimes adversaires se trouvent à droite.

## Parcours en «Premier» et WTA 1000
Les tournois WTA « Premier Mandatory » et « Premier 5 » (entre 2009 et 2020) et WTA 1000 (à partir de 2021) constituent les catégories d'épreuves les plus prestigieuses, après les quatre levées du Grand Chelem. 

De 2009 à 2023, les tournois Premier Mandatory (dits tournois WTA 1000 obligatoires entre 2021 et 2023) regroupent Indian Wells, Miami, Madrid et Pékin, les autres constituant les tournois Premier 5 (tournois WTA 1000 non-obligatoires). À partir de 2024, le nombre de tournois WTA 1000 passe à 10 par saison (fin de l’alternance Doha / Dubaï), ces derniers devenant tous obligatoires et offrant tous 1000 points à la vainqueure (contre 900 points précédemment pour les tournois Premier 5).

### En simple dames
| Année |       |                              |                            |                               |                               |                               |                              |                            |                             |                             |  |                             |
| Doha  | Dubaï | Indian Wells                 | Miami                      | Madrid                        | Rome                          | Canada                        | Cincinnati                   | Pékin                      |                             | Tokyo                       |  |                             |
| Doha  | Dubaï | Indian Wells                 | Miami                      | Madrid                        | Rome                          | Canada                        | Cincinnati                   | Pékin                      | Wuhan                       |                             |  |                             |
| Doha  | Dubaï | Indian Wells                 | Miami                      | Madrid                        | Rome                          | Canada                        | Cincinnati                   | Pékin                      | Guadalajara                 |                             |  |                             |
| 2009  |       | Hors calendrier              |                            |                               |                               |                               |                              |                            |                             |                             |  | 3e tour (1/8) A. Radwańska  |
| 2010  |       | Hors calendrier              | 2e tour (1/16) F. Pennetta | 1er tour (1/64) B. Strýcová   | 3e tour (1/16) Y. Shvedova    | 3e tour (1/8) A. Rezaï        | 3e tour (1/8) S. Williams    | 1er tour (1/32) D. Safina  | 2e tour (1/16) M. Sharapova | 2e tour (1/16) V. Zvonareva |  | 3e tour (1/8) A. Radwańska  |
| 2011  |       | Hors catégorie               | 2e tour (1/16) K. Kanepi   | 3e tour (1/16) M. Bartoli     | 1/2 finale M. Sharapova       | 2e tour (1/16) A. Parra       | 2e tour (1/16) P. Hercog     | 1/4 de finale A. Radwańska | 1/2 finale J. Janković      | Finale A. Radwańska         |  |                             |
| 2012  |       |                              | Hors catégorie             |                               |                               |                               |                              |                            |                             | 1er tour (1/32) J. Janković |  | 1er tour (1/32) P. Martić   |
| 2013  |       |                              | Hors catégorie             |                               | 3e tour (1/16) A. Tomljanović |                               |                              |                            | 2e tour (1/16) R. Vinci     | 3e tour (1/8) L. Šafářová   |  | 2e tour (1/16) S. Halep     |
| 2014  |       | 1er tour (1/32) Y. Wickmayer | Hors catégorie             | 1er tour (1/64) C. Giorgi     | 2e tour (1/32) A. Cornet      | 1er tour (1/32) S. Errani     | 2e tour (1/16) S. Williams   |                            | 1er tour (1/32) S. Stephens | 3e tour (1/8) S. Halep      |  | 2e tour (1/16) Ka. Plíšková |
| 2015  |       | Hors catégorie               | 2e tour (1/16) Z. Diyas    | 2e tour (1/32) L. Tsurenko    | 1/2 finale C. Suárez          | 2e tour (1/16) I.C. Begu      |                              | 3e tour (1/8) S. Williams  | 3e tour (1/8) S. Halep      | 3e tour (1/8) S. Errani     |  | 1er tour (1/32) J. Konta    |
| 2016  |       | 1/2 finale J. Ostapenko      | Hors catégorie             | 2e tour (1/32) B. Strýcová    | 2e tour (1/32) C. Garcia      | 1er tour (1/32) T. Bacsinszky | 1er tour (1/32) M. Keys      | 2e tour (1/16) P. Kvitová  | 2e tour (1/16) A. Radwańska |                             |  |                             |
| 2017  |       | Hors catégorie               |                            | 2e tour (1/32) A. Kerber      | 1er tour (1/64) J. Čepelová   | 1er tour (1/32) O. Dodin      | 1er tour (1/32) A. Kontaveit |                            |                             | 2e tour (1/16) Ka. Plíšková |  | 1er tour (1/32) L. Davis    |
| 2018  |       |                              | Hors catégorie             |                               | 2e tour (1/32) D. Gavrilova   |                               |                              |                            |                             | 1er tour (1/32) L. Tsurenko |  |                             |
| 2019  |       | Hors catégorie               |                            | 1er tour (1/64) V. Williams   | 1er tour (1/64) A. Anisimova  |                               |                              |                            |                             | 2e tour (1/16) N. Osaka     |  |                             |
|       |       |                              |                            |                               |                               |                               |                              |                            |                             |                             |  |                             |
| 2021  |       | Hors catégorie               |                            | 1er tour (1/64) Y. Putintseva | 2e tour (1/32) S. Kenin       |                               |                              |                            |                             | Annulé                      |  | Annulé                      |
| 2022  |       | 1er tour (1/32) V. Golubic   | Hors catégorie             |                               |                               | 1er tour (1/32) L. Fernandez  |                              |                            |                             | Hors calendrier             |  |                             |

Sous le résultat, l’ultime adversaire.
1. 1 2   Les tournois de Doha et Dubaï alternent le statut de tournoi WTA 1000 (ex Premier 5) entre 2009 et 2023 : les trois premières éditions ont lieu à Dubaï, les trois suivantes à Doha, puis Dubaï accueille le tournoi de cette catégorie les années impaires et Dubaï les années paires. De 2011 à 2023, la ville qui n’accueille pas de WTA 1000 organise à la place un tournoi WTA 500 (ex Premier).
2. 1 2 3 4 5 6 7 8   L’ordre de déroulement des tournois a évolué depuis 2009 : Rome se dispute avant Madrid et Cincinnati avant Montréal/Toronto jusqu’en 2010, tandis que Tokyo/Wuhan/Guadalajara ont lieu avant Pékin jusqu’en 2023.
3. 1 2  Du fait de la pandémie de Covid-19, les tournois d’Indian Wells, de Miami, de Madrid, du Canada, de Wuhan et de Pékin sont annulés en 2020. Ces deux derniers le sont également en 2021. Pour des raisons d’organisation, le tournoi de Cincinnati 2020 a exceptionnellement lieu à Flushing Meadows à New York.
4. ↑  Le 1er décembre 2021, le président de la WTA, Steve Simon, annonce que tous les tournois prévus en Chine et à Hong Kong sont suspendus à partir de 2022, en raison de préoccupations concernant la sécurité et le bien-être de la joueuse de tennis chinoise Peng Shuai après ses allégations de relations sexuelles non-consenties avec Zhang Gaoli, membre de haut rang du Parti communiste chinois. Le tournoi de Pékin revient en 2023. Le tournoi de Guadalajara remplace celui de Wuhan pendant deux ans, ce dernier réapparaissant en 2024.

## Parcours aux Jeux olympiques

### En simple dames
| # | Date       | Nom de l'olympiade                  | Surface    | Résultat        | Ultime adversaire | Score         |          |
| - | ---------- | ----------------------------------- | ---------- | --------------- | ----------------- | ------------- | -------- |
| 1 | 06/08/2016 | Olympic Tennis Event Rio de Janeiro | Dur (ext.) | 1er tour (1/32) | Elina Svitolina   | 2-6, 6-1, 6-3 | Parcours |

### En double dames
| # | Date       | Nom de l'olympiade                  | Surface    | Résultat        | Partenaire       | Ultimes adversaires       | Score    |          |
| - | ---------- | ----------------------------------- | ---------- | --------------- | ---------------- | ------------------------- | -------- | -------- |
| 1 | 06/08/2016 | Olympic Tennis Event Rio de Janeiro | Dur (ext.) | 1er tour (1/16) | Angelique Kerber | Sara Errani Roberta Vinci | 6-2, 6-2 | Parcours |

## Parcours en Fed Cup
| #                                                                              | Date       | Lieu        | Surface      | Gagnante(s)                     | Perdante(s)                         | Score           |          |
| ------------------------------------------------------------------------------ | ---------- | ----------- | ------------ | ------------------------------- | ----------------------------------- | --------------- | -------- |
|                                                                                |            |             |              |                                 |                                     |                 |          |
| 2007 - 1er tour (groupe mondial II) - Allemagne - Croatie - 4 : 1              |            |             |              |                                 |                                     |                 |          |
| 1                                                                              | 21/04/2007 | Fürth       | Terre (ext.) | Tatjana Malek Andrea Petkovic   | Jelena Kostanić Sanja Ancic         | 6-3, 6-77, 6-3  | Parcours |
|                                                                                |            |             |              |                                 |                                     |                 |          |
| 2010 - 1/4 de finale (groupe mondial) - République tchèque - Allemagne - 3 : 2 |            |             |              |                                 |                                     |                 |          |
| 2                                                                              | 06/02/2010 | Brno        | Dur (int.)   | Petra Kvitová                   | Andrea Petkovic                     | 6-4, 6-4        | Parcours |
| 2                                                                              | 06/02/2010 | Brno        | Dur (int.)   | Lucie Hradecká                  | Andrea Petkovic                     | 6-1, 7-65       | Parcours |
|                                                                                |            |             |              |                                 |                                     |                 |          |
| 2010 - Barrage (groupe mondial I) - Allemagne - France - 2 : 3                 |            |             |              |                                 |                                     |                 |          |
| 3                                                                              | 24/04/2010 | Francfort   | Terre (ext.) | Andrea Petkovic                 | Pauline Parmentier                  | 6-3, 6-2        | Parcours |
| 3                                                                              | 24/04/2010 | Francfort   | Terre (ext.) | Andrea Petkovic                 | Aravane Rezaï                       | 6-1, 7-62       | Parcours |
| 3                                                                              | 24/04/2010 | Francfort   | Terre (ext.) | Julie Coin Alizé Cornet         | Kristina Barrois Andrea Petkovic    | 6-3, 6-1        | Parcours |
|                                                                                |            |             |              |                                 |                                     |                 |          |
| 2011 - 1er tour (groupe mondial II) - Slovénie - Allemagne - 1 : 4             |            |             |              |                                 |                                     |                 |          |
| 4                                                                              | 05/02/2011 | Maribor     | Terre (int.) | Andrea Petkovic                 | Maša Zec Peškirič                   | 6-3, 6-4        | Parcours |
| 4                                                                              | 05/02/2011 | Maribor     | Terre (int.) | Andrea Petkovic                 | Polona Hercog                       | 6-1, 6-2        | Parcours |
|                                                                                |            |             |              |                                 |                                     |                 |          |
| 2011 - Barrage (groupe mondial I) - Allemagne - États-Unis - 5 : 0             |            |             |              |                                 |                                     |                 |          |
| 5                                                                              | 16/04/2011 | Stuttgart   | Terre (int.) | Andrea Petkovic                 | Christina McHale                    | 6-3, 6-4        | Parcours |
| 5                                                                              | 16/04/2011 | Stuttgart   | Terre (int.) | Andrea Petkovic                 | Melanie Oudin                       | 6-2, 6-3        | Parcours |
|                                                                                |            |             |              |                                 |                                     |                 |          |
| 2012 - Barrage (groupe mondial I) - Allemagne - Australie - 2 : 3              |            |             |              |                                 |                                     |                 |          |
| 6                                                                              | 21/04/2012 | Stuttgart   | Terre (int.) | Samantha Stosur                 | Andrea Petkovic                     | 6-4, 6-1        | Parcours |
| 6                                                                              | 21/04/2012 | Stuttgart   | Terre (int.) | Julia Görges Andrea Petkovic    | Casey Dellacqua Jarmila Gajdošová   | 6-3, 6-4        | Parcours |
|                                                                                |            |             |              |                                 |                                     |                 |          |
| 2014 - 1er tour (groupe mondial) - Slovaquie - Allemagne - 1 : 3               |            |             |              |                                 |                                     |                 |          |
| 7                                                                              | 08/02/2014 | Bratislava  | Dur (int.)   | Andrea Petkovic                 | Dominika Cibulková                  | 2-6, 7-67, 6-2  | Parcours |
| 7                                                                              | 08/02/2014 | Bratislava  | Dur (int.)   | Daniela Hantuchová              | Andrea Petkovic                     | Non disputé     | Parcours |
|                                                                                |            |             |              |                                 |                                     |                 |          |
| 2014 - 1/2 finale (groupe mondial) - Australie - Allemagne - 1 : 3             |            |             |              |                                 |                                     |                 |          |
| 8                                                                              | 19/04/2014 | Brisbane    | Dur (ext.)   | Andrea Petkovic                 | Samantha Stosur                     | 6-1, 7-67       | Parcours |
| 8                                                                              | 19/04/2014 | Brisbane    | Dur (ext.)   | Casey Dellacqua                 | Andrea Petkovic                     | Non disputé     | Parcours |
|                                                                                |            |             |              |                                 |                                     |                 |          |
| 2014 - Finale (groupe mondial) - République tchèque - Allemagne - 3 : 1        |            |             |              |                                 |                                     |                 |          |
| 9                                                                              | 08/11/2014 | Prague      | Dur (int.)   | Petra Kvitová                   | Andrea Petkovic                     | 6-2, 6-4        | Parcours |
| 9                                                                              | 08/11/2014 | Prague      | Dur (int.)   | Lucie Šafářová                  | Andrea Petkovic                     | Non disputé     | Parcours |
|                                                                                |            |             |              |                                 |                                     |                 |          |
| 2015 - 1er tour (groupe mondial) - Allemagne - Australie - 4 : 1               |            |             |              |                                 |                                     |                 |          |
| 10                                                                             | 07/02/2015 | Stuttgart   | Dur (int.)   | Andrea Petkovic                 | Samantha Stosur                     | 6-4, 3-6, 12-10 | Parcours |
| 10                                                                             | 07/02/2015 | Stuttgart   | Dur (int.)   | Andrea Petkovic                 | Jarmila Gajdošová                   | 6-3, 3-6, 8-6   | Parcours |
|                                                                                |            |             |              |                                 |                                     |                 |          |
| 2015 - 1/2 finale (groupe mondial) - Russie - Allemagne - 3 : 2                |            |             |              |                                 |                                     |                 |          |
| 11                                                                             | 18/04/2015 | Sotchi      | Terre (int.) | Andrea Petkovic                 | Svetlana Kuznetsova                 | 6-2, 6-1        | Parcours |
| 11                                                                             | 18/04/2015 | Sotchi      | Terre (int.) | A. Pavlyuchenkova Elena Vesnina | Sabine Lisicki Andrea Petkovic      | 6-2, 6-3        | Parcours |
|                                                                                |            |             |              |                                 |                                     |                 |          |
| 2016 - 1er tour (groupe mondial) - Allemagne - Suisse - 2 : 3                  |            |             |              |                                 |                                     |                 |          |
| 12                                                                             | 06/02/2016 | Leipzig     | Dur (int.)   | Belinda Bencic                  | Andrea Petkovic                     | 6-3, 6-4        | Parcours |
| 12                                                                             | 06/02/2016 | Leipzig     | Dur (int.)   | Belinda Bencic Martina Hingis   | Anna-Lena Grönefeld Andrea Petkovic | 6-3, 6-2        | Parcours |
|                                                                                |            |             |              |                                 |                                     |                 |          |
| 2016 - Barrage (groupe mondial I) - Roumanie - Allemagne - 1 : 4               |            |             |              |                                 |                                     |                 |          |
| 13                                                                             | 16/04/2016 | Cluj-Napoca | Terre (int.) | Simona Halep                    | Andrea Petkovic                     | 6-4, 6-75, 6-4  | Parcours |
| 13                                                                             | 16/04/2016 | Cluj-Napoca | Terre (int.) | Andrea Petkovic                 | Monica Niculescu                    | 0-6, 7-61, 6-3  | Parcours |
|                                                                                |            |             |              |                                 |                                     |                 |          |
| 2017 - 1er tour (groupe mondial) - États-Unis - Allemagne - 4 : 0              |            |             |              |                                 |                                     |                 |          |
| 14                                                                             | 11/02/2017 | Maui        | Dur (ext.)   | Alison Riske                    | Andrea Petkovic                     | 7-610, 6-2      | Parcours |
| 14                                                                             | 11/02/2017 | Maui        | Dur (ext.)   | Coco Vandeweghe                 | Andrea Petkovic                     | 3-6, 6-4, 6-0   | Parcours |
|                                                                                |            |             |              |                                 |                                     |                 |          |
| 2019 - 1/4 de finale (groupe mondial) - Allemagne - Biélorussie - 0-4          |            |             |              |                                 |                                     |                 |          |
| 15                                                                             | 09/02/2019 | Brunswick   | Dur (int.)   | Aryna Sabalenka                 | Andrea Petkovic                     | 6-2, 6-1        | Parcours |
| 15                                                                             | 09/02/2019 | Brunswick   | Dur (int.)   | Aliaksandra Sasnovich           | Andrea Petkovic                     | Non disputé     | Parcours |

## Classements en fin de saison
| Année          | 2004 | 2005 | 2006 | 2007 | 2008 | 2009 | 2010 | 2011 | 2012 | 2013 | 2014 | 2015 | 2016 | 2017 | 2018 | 2019 | 2020 | 2021 | 2022 |
| Rang en simple | 416  | 338  | 238  | 100  | 315  | 56   | 32   | 10   | 143  | 39   | 14   | 24   | 56   | 97   | 64   | 79   | 102  | 76   | 141  |
| Rang en double | –    | 494  | –    | 412  | 235  | 84   | 241  | 85   | 230  | 113  | 49   | 147  | 97   | 80   | 280  | 292  | 317  | 132  | 296  |

Source : (en) Classements de Andrea Petkovic sur le site officiel de la Fédération internationale de tennis

## Records et statistiques

### Confrontations avec ses principales adversaires
Confrontations lors des différents tournois WTA avec ses principales adversaires (5 confrontations minimum et avoir été membre du top 10). Classement par pourcentage de victoires. Situation au 4 août 2018 (Washington 2018) :
Les joueuses retraitées sont en gris.
| Joueuse              | Meilleur classement | Confrontations | Victoires | Défaites | Pourcentage de victoires | Dernière confrontation                                |
| -------------------- | ------------------- | -------------- | --------- | -------- | ------------------------ | ----------------------------------------------------- |
| Agnieszka Radwańska  | 2                   | 8              | 0         | 8        | 0                        | défaite (0-6, 1-6) à Cincinnati 2016                  |
| Serena Williams      | 1                   | 5              | 0         | 5        | 0                        | défaite (3-6, 2-6) à Toronto 2015                     |
| Simona Halep         | 1                   | 8              | 1         | 7        | 13                       | défaite (5-7, 0-6) à Roland-Garros 2018               |
| Caroline Wozniacki   | 1                   | 5              | 1         | 4        | 20                       | défaite (5-7, 1-6) à Eastbourne 2015                  |
| Angelique Kerber     | 1                   | 11             | 3         | 8        | 27                       | défaite (2-6, 1-6) à Indian Wells 2018                |
| Carla Suárez Navarro | 6                   | 7              | 2         | 5        | 29                       | défaite (6-4, 65-7, 65-7) à Birmingham 2016           |
| Sloane Stephens      | 3                   | 5              | 2         | 3        | 40                       | victoire (2-6, 6-4, 6-2) à Washington 2018            |
| Petra Kvitová        | 2                   | 10             | 5         | 5        | 50                       | victoire (6-3, 4-6, [10-8]) à l'Open d'Australie 2018 |
| Sara Errani          | 5                   | 6              | 3         | 3        | 50                       | victoire (6-1, 3-6, 6-4) à Eastbourne 2016            |
| Svetlana Kuznetsova  | 2                   | 7              | 4         | 3        | 57                       | défaite (2-6, 2-6) à San José 2018                    |
| Caroline Garcia      | 6                   | 5              | 3         | 2        | 60                       | victoire (6-1, 6-1) à Luxembourg 2016                 |
| Lucie Šafářová       | 5                   | 8              | 5         | 3        | 63                       | victoire (6-1, 64-7, 6-2) à Cincinnati 2016           |
| Marion Bartoli       | 7                   | 6              | 4         | 2        | 67                       | victoire (6-3, 4-1 ab.) à Miami 2013                  |
| Dominika Cibulková   | 4                   | 6              | 4         | 2        | 67                       | défaite (3-6, 6-3, 7-9) à Wimbledon 2017              |
| Flavia Pennetta      | 6                   | 6              | 4         | 2        | 67                       | victoire (6-3, 7-5) à Madrid 2015                     |
| Jelena Janković      | 1                   | 7              | 5         | 2        | 71                       | victoire (6-3, 6-2) à Dubaï 2016                      |
| Ekaterina Makarova   | 8                   | 5              | 4         | 1        | 80                       | défaite (6-3, 4-6, 0-6) à Eastbourne 2016             |
| Eugenie Bouchard     | 5                   | 6              | 4         | 1        | 83                       | victoire (6-2, 4-6, 6-0) à Washington 2017            |
| Kristina Mladenovic  | 10                  | 5              | 5         | 0        | 100                      | victoire (7-610, 6-2) à Roland-Garros 2018            |

### Victoires sur le top 10
Toutes ses victoires sur des joueuses classées dans le top 10 de la WTA lors de la rencontre.
| Légende             |
| Grand Chelem        |
| Premier* / WTA 1000 |
| Premier / WTA 500   |
| Intern'l            |
| Fed Cup             |

| #  | Rang  |  | Tournoi          | Année | Surface             |                 | Adversaire          | Rang  | Tour          | Score         | Tableau |
| -- | ----- |  | ---------------- | ----- | ------------------- | --------------- | ------------------- | ----- | ------------- | ------------- | ------- |
| 1  | no 58 |  | Tokyo            | 2009  | Dur                 |                 | Svetlana Kuznetsova | no 6  | 1/16          | 7-5, 4-6, 6-3 | Tableau |
| 2  | no 33 |  | Open d'Australie | 2011  | Dur                 |                 | Venus Williams      | no 5  | 1/16          | 1-0 ab.       | Tableau |
| 3  | no 23 |  | Miami            | 2011  | Dur                 |                 | Caroline Wozniacki  | no 1  | 1/8           | 7-5, 3-6, 6-3 | Tableau |
| 4  | no 23 |  | Miami            | 2011  | Dur                 | Jelena Janković | no 7                | 1/4   | 2-6, 6-2, 6-4 |               | Tableau |
| 5  | no 19 |  | Stuttgart        | 2011  | Terre battue (int.) |                 | Jelena Janković     | no 8  | 1/8           | 3-6, 6-1, 6-3 | Tableau |
| 6  | no 10 |  | Toronto          | 2011  | Dur                 |                 | Petra Kvitová       | no 7  | 1/8           | 6-1, 6-2      | Tableau |
| 7  | no 11 |  | Cincinnati       | 2011  | Dur                 |                 | Petra Kvitová       | no 6  | 1/8           | 6-3, 6-3      | Tableau |
| 8  | no 11 |  | Pékin            | 2011  | Dur                 |                 | Marion Bartoli      | no 10 | 1/8           | 4-6, 6-4, 7-5 | Tableau |
| 9  | no 43 |  | Pékin            | 2013  | Dur                 |                 | Victoria Azarenka   | no 2  | 1/32          | 6-4, 2-6, 6-4 | Tableau |
| 10 | no 10 |  | Miami            | 2015  | Dur                 |                 | Ekaterina Makarova  | no 9  | 1/8           | 6-1, 7-5      | Tableau |
| 11 | no 27 |  | Doha             | 2016  | Dur                 |                 | Garbiñe Muguruza    | no 5  | 1/4           | 6-1, 5-7, 6-2 | Tableau |
| 12 | no 91 |  | Washington       | 2018  | Dur                 |                 | Sloane Stephens     | no 3  | 1/8           | 2-6, 6-4, 6-2 | Tableau |
| 13 | no 82 |  | Linz             | 2018  | Dur (int.)          |                 | Julia Görges        | no 9  | 1/16          | 1-6, 7-5, 6-4 | Tableau |
| 14 | no 88 |  | US Open          | 2019  | Dur                 |                 | Petra Kvitová       | no 6  | 1/32          | 6-4, 6-4      | Tableau |